# Chiesa dei Santi Faustino e Giovita
La chiesa dei Santi Faustino e Giovita, nota anche come chiesa di San Faustino Maggiore, è una chiesa di Brescia, situata nell'omonima via San Faustino, lungo l'ultimo tratto a nord. È la chiesa patronale della città di Brescia e, per questo motivo, è il più importante edificio di culto cittadino dopo le cattedrali, il Duomo vecchio e il Duomo nuovo.
La chiesa, legata all'attiguo monastero fondato nel IX secolo dal vescovo Ramperto, affonda le proprie origini in un edificio risalente forse all'VIII secolo, che ha visto nel corso dei secoli numerosi ampliamenti e ricostruzioni, in particolare l'intervento seicentesco, che ha comportato un rinnovo radicale della struttura e delle decorazioni.
La chiesa conserva estesi affreschi barocchi, in particolare quello della navata maggiore di Tommaso Sandrino e quello del presbiterio, l'Apoteosi dei santi Faustino, Giovita, Benedetto e Scolastica di Giandomenico Tiepolo. Notevoli opere d'arte pittorica sono poi la Natività di Gesù di Lattanzio Gambara, la Deposizione di Cristo di Sante Cattaneo e lo stendardo del Santissimo Sacramento dipinto dal Romanino. Tra le altre opere artistiche spicca invece l'arca sepolcrale dei due santi titolari. Un tempo nella chiesa e ora al museo di Santa Giulia sono il trittico di sant'Onorio e il celebre gallo di Ramperto.
Dal punto di vista religioso, invece, vi sono appunto conservati i resti dei due patroni di Brescia, i santi Faustino e Giovita, più quelli di sant'Onorio e sant'Antigio, che fanno della chiesa un punto di riferimento per la devozione cittadina.

## Storia

### Le origini

#### La chiesa di Santa Maria in Silva

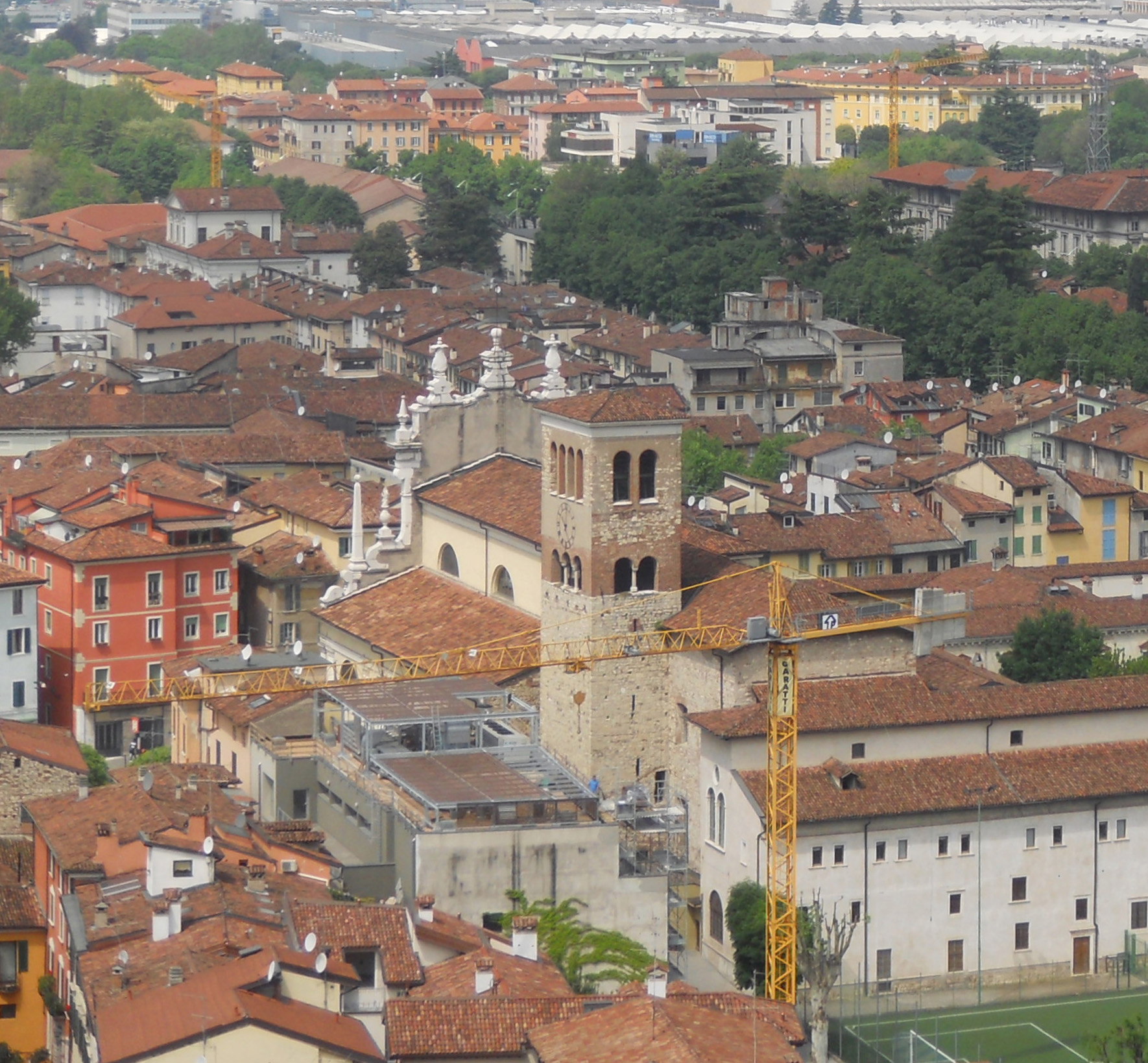
La chiesa vista dal castello di Brescia: si nota l'impianto a tre navate, l'alta facciata apposta nel Seicento e l'antico campanile con la variata stratigrafia.

La chiesa di Santa Maria in Silva, il nucleo primitivo del santuario, viene costruita probabilmente nell'VIII secolo nel medesimo luogo occupato dall'edificio attuale, vicino al torrente Garza, nel popoloso quartiere di centro-nord della città murata. Il 9 maggio 806 avviene la traslazione delle reliquie dei santi Faustino e Giovita dalla chiesa di San Faustino ad Sanguinem (dal 1956 rinominata in chiesa di Sant'Angela Merici) a Santa Maria in Silva, che assume quindi notevole importanza all'interno del panorama religioso cittadino. Fra l'altro, in un momento di sosta della processione vicino a Porta Bruciata (estremità ovest di via Musei, in angolo a piazza della Loggia) i resti avrebbero trasudato sangue: il duca Namo di Baviera, presente al momento del miracolo, si sarebbe convertito al cattolicesimo e avrebbe quindi donato alla città la reliquia della Vera Croce, da allora conservata nel Duomo vecchio come pezzo principale del tesoro delle Sante Croci. Sul luogo del miracolo, inoltre, verrà costruita la chiesa di San Faustino in Riposo. Non sono comunque noti i motivi che portarono a questa traslazione, che sicuramente ebbe una forte eco in città.

#### Ramperto e la fondazione del monastero
Verso la metà del secolo, però, le condizioni fisiche della chiesa dovevano ormai vertere al peggio: il luogo non era più diligentemente officiato e il culto dei resti dei due martiri trascurato. Ramperto, eletto vescovo nell'815 e grande promotore del culto dei santi patroni, nell'841 sottoscrive donazioni a favore di un istituendo "cenobium monachorum" nei pressi della chiesetta, probabilmente incentivando una comunità religiosa già presente. Verosimilmente, Ramperto non si limita solamente a questo, ma pianifica un vero programma operativo: far rispettare e amministrare meglio i lasciti dei fedeli, portare a una migliore conservazione delle reliquie e avere dall'esemplarità di comportamento, che si imporrà sul monastero di nuova istituzione, stimolo per la popolazione a operare il bene. Di conseguenza, è anche verosimile che Ramperto abbia provveduto a una prima ricostruzione della chiesa e del campanile. Nell'843 è nuovamente Ramperto a intervenire nella chiesa, dove sostituisce l'arca sepolcrale dei santi con una in marmo, entro la quale viene lasciata una tavoletta in piombo recante l'iscrizione dedicatoria. L'opera di Ramperto, in sostanza, si rivela essenziale: fondando o, come detto, più probabilmente ufficializzando un cenobio imperniato attorno al culto delle reliquie dei due martiri, pone solide basi alla successiva crescita della comunità monastica.

### Dalla fondazione al Quattrocento

#### La decadenza
Il monastero, ormai divenuto realtà, sembra trascorrere indisturbato quasi trecento anni, fino alla prima metà del XII secolo. Primi segnali di incertezza emergono appunto in documenti di questi anni, quando nel 1123 e nel 1133 gli abati richiedono prima a papa Callisto II e poi a papa Innocenzo II la conferma di proprietà e di privilegi per il proprio monastero. Le richieste risulterebbero necessitate da una situazione di instabilità causata da sommosse di carattere politico e sociale, derivate soprattutto dalla predicazione di Arnaldo da Brescia contro il potere del clero. In questo periodo la chiesa viene ricostruita o riedificata, probabilmente ampliata: la consacrazione avviene nel 1142. Al momento, la chiesa è un grande edificio di linee romaniche, a tre navate. È presente anche una grande cripta sotto il presbiterio arricchita da alcuni altari, fra cui quello dedicato ai santi titolari e quello di sant'Onorio. L'ambiente, poco interrato, elevava considerevolmente il presbiterio soprastante, tanto che per raggiungerlo era necessario percorrere una scalinata.
Il monastero e le sue finanze, nel frattempo, entrano in una lenta ma costante discesa. Nel 1314, la situazione del cenobio è ormai disastrosa: le proprietà, comunque molto vaste, sono mal gestite e, dopo decenni di incuria e cattiva amministrazione, sono ormai in mano a rapaci affittuari, fornendo scarso o addirittura nullo reddito. La situazione finisce per precipitare: nel 1341, la gestione del monastero viene data in commenda ad abati esterni.
La situazione rimane invariata per almeno un secolo. L'unico fattore che avrebbe dovuto comunque mantenere ben disposto l'interesse della popolazione verso le sorti del cenobio era, a quanto traspare dai documenti pervenutici, la grande fedeltà ai santi patroni, ai quali la chiesa era intitolata. Nel 1422, ad esempio, è il Comune cittadino a chiedere alla Santa Sede di porre il monastero sotto il controllo dei frati minori, causa la cattiva condotta degli abati commendatari, i quali spesso si traducevano in meri speculatori. La proposta non avrà però seguito. Si registrano inoltre, fra la seconda metà del Trecento e l'inizio del Quattrocento, diverse donazioni e lasciti testamentari. La comunità sembra trascorrere indenne i primi due tumultuosi decenni del Quattrocento, quando Brescia passa dalle mani dei Visconti a quelle di Pandolfo III Malatesta, e pochi anni dopo ai domini della Repubblica di Venezia.

#### Il miracolo del 1438 e la rinascita

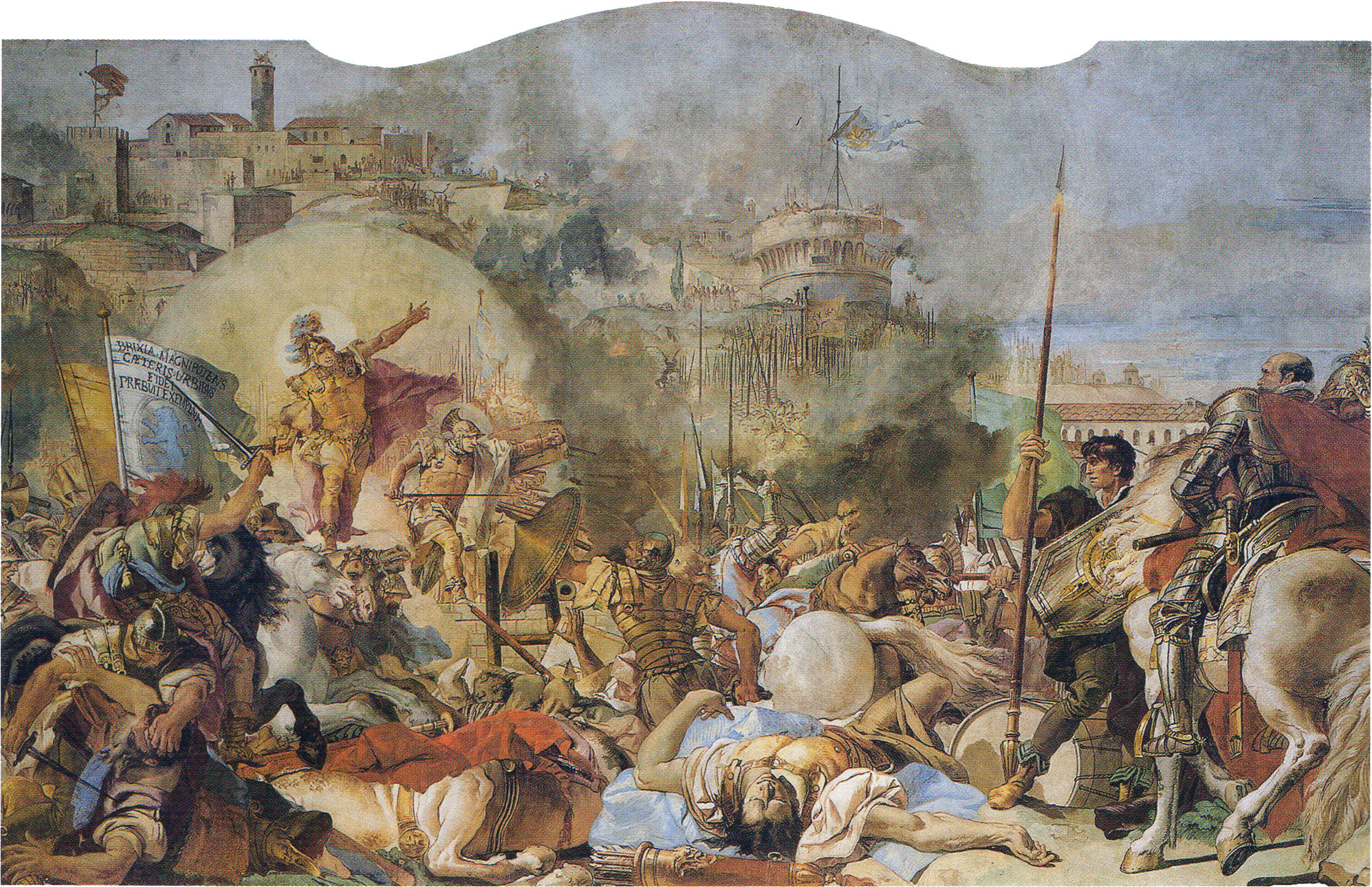
L'Intervento dei santi patroni in difesa di Brescia assediata da Nicolò Piccinino affrescato da Giandomenico Tiepolo nel 1754-1755. L'affresco si trova nella chiesa, sulla parete sinistra del presbiterio, e raffigura il miracolo avvenuto nel 1438.

Nel 1437, però, le ostilità tra Venezia e Milano riprendono e coinvolgono direttamente la città: i visconti tentano una prima riconquista di Brescia nel 1438 e inviano all'assedio le loro truppe, capitanate da Niccolò Piccinino. Secondo le cronache dell'epoca, gli assedianti, ormai da alcuni mesi appostati all'esterno della città, stavano per avere la meglio quando, il 13 dicembre, durante un esteso attacco agli spalti del Roverotto, sulla cortina muraria est della città, apparirono in cima alle mura le figure lucenti dei due santi, che misero in fuga l'esercito del Piccinino salvando Brescia dalla conquista. Il miracolo, reale o presunto, finisce per cambiare radicalmente la devozione cittadina, concentrandola sulla figura dei due santi martiri. Una vera e propria ondata di lasciti e donazioni investe la chiesa e il monastero, che entrano in un capitolo di ritrovata prosperità.
Nel 1444 l'amministrazione del monastero passa sotto il controllo dell'abate Bernardo Marcello il quale, forse ispirato anche dalla nuova, fortissima venerazione cittadina, mantiene una vivace condotta amministrativa e promuove importanti lavori di restauro all'interno della cripta. La sorte gli è favorevole e, alla già fervida devozione dovuta al miracolo del 1438, un altro avvenimento scuote l'attenzione dei cittadini verso il monastero: l'11 dicembre 1455 viene ritrovata, dietro l'altare maggiore della cripta, l'arca sepolcrale dei due santi fatta realizzare a suo tempo da Ramperto. Il sepolcro viene aperto durante una solenne cerimonia e all'interno vi si trovano e riconoscono i resti dei due patroni. Anche l'iscrizione lasciata da Ramperto viene trovata al suo posto. Il giovane "magistro" Tonino da Lumezzane assume l'incarico di rinnovare la sede dell'arca, che viene collocata al posto dell'altare maggiore della cripta sopra sei colonnine di marmo.

#### L'annessione alla Congregazione di Santa Giustina
Il monastero, ormai di importanza saldamente confermata, si trova però ancora sotto commenda, senza alcuna comunità fissa che lo gestisca. La situazione, ormai intollerabile e probabilmente anche poco pratica dopo gli ultimi avvenimenti che avevano dirottato la fede della popolazione verso la chiesa, trova finalmente soluzione definitiva il 24 marzo 1490 quando, tramite bolla di papa Innocenzo VIII, il monastero viene unito alla Congregazione di Santa Giustina da Padova. È la fine di un lungo periodo di decadenza: un mese dopo, i frati dell'Ordine benedettino prendono pieno possesso delle strutture, avviando immediatamente una grande campagna di risanamento e ammodernamento, con numerosi interventi per ottenere una migliore fruizione del complesso. Un documento del 1501 parla addirittura, riferendosi alla costruzione di un nuovo chiostro, di "de fundamentis cenobii San Faustini Maioris Brixiae", lasciando intendere che le "fondamenta del cenobio" di cui si parla non siano solo quelle del chiostro, ma l'avvio di un progetto più esteso, un vero rinnovo totale del monastero, cosa che in effetti avrà luogo nei successivi decenni.
Il grande progetto subisce però quasi subito un forte freno, causato dai tragici eventi della riconquista di Brescia da parte di Milano per mano dei francesi, che si concluderà con il sanguinoso saccheggio del 1512. Il risveglio edilizio del monastero, verosimilmente, non dovette avvenire negli anni immediatamente successivi, mentre Venezia riprendeva nuovamente possesso della città: dal 1520 in poi, però, i lavori conoscono un'intensa attività. Nel 1532 viene installato l'organo di Gian Giacomo Antegnati, mentre le strutture del monastero, in particolare i chiostri e il nuovo dormitorio, vengono sostanzialmente ultimati. Nella seconda metà del secolo, invece, Lattanzio Gambara affresca l'intera area presbiterale: la sua opera sarà ammirata pochi anni dopo, nel 1566, da Giorgio Vasari, in visita a Brescia. Nel frattempo, il capomastro Geronimo Tobanello, che già lavorava in altri ambienti del monastero, cura i primi adattamenti di architettura rinascimentale all'interno della chiesa, apponendo sui muri delle navate laterali, attorno alle cappelle, una successione ritmica di lesene in marmo, il tutto progettato da Giovanni Maria Piantavigna. Anche la prima cappella a destra viene rinnovata, costruendo un nuovo altare riutilizzando parti di quello vecchio e dedicando il tutto a san Michele Arcangelo. L'opera viene rilevata durante la visita di san Carlo Borromeo, nell'ottobre del 1580, il quale prende atto sia delle lesene di abbellimento sia della nuova cappella e ordina di sfondare il muro nord della chiesa, fino a quel tempo rimasto intatto, per la creazione di tre nuove cappelle speculari.

### Il Seicento

#### I primi interventi
Il Seicento si apre, pertanto, nel pieno di questa fervida attività ricostruttiva. I primi rifacimenti progettati dal Piantavigna, gli ordini di ampliamento di san Carlo Borromeo e le nuove strutture del monastero ormai felicemente concluse dovettero instillare nei monaci di san Faustino l'ispirazione per un vero, radicale rinnovo anche degli interni della chiesa. Quest'ultima doveva avere, almeno per l'epoca, un aspetto sgradevole: le strutture murarie erano ancora quelle trecentesche e le navate erano coperte da tetti a capriate a vista. L'area del presbiterio era già stata rinnovata pochi decenni prima, mentre ai muri della chiesa si erano da poco sovrapposte le nuove lesene decorative. La prima cappella a destra era appena stata ammodernata e il muro a nord era completamente da demolire per la costruzione di tre nuove cappelle. La cripta, invece, manteneva probabilmente l'aspetto romanico con, sovrapposti, i restauri operati alla fine del Quattrocento. A causa della presenza di quest'ultima, inoltre, il pavimento del presbiterio era raggiungibile solo mediante una scalinata, rendendo difficoltose le relazioni con l'aula, oltretutto in periodo di Controriforma.
I lavori di ricostruzione hanno inizio dal presbiterio, che nel 1604 viene abbassato attraverso la distruzione della cripta, trasferendo le reliquie in essa custodite. Quelle dei due patroni si trovavano ancora nell'arca in marmo di Ramperto, arricchita dalle colonnine aggiunte più di un secolo prima: il tutto viene, per il momento, semplicemente ricomposto nel nuovo presbiterio. Allo stesso modo, le reliquie e l'altare di sant'Onorio vengono traslati e ricomposti nella cappella di fondo della navata destra. L'impulso definitivo alla prosecuzione dei rifacimenti arriva inaspettatamente dal Comune di Brescia, che il 14 novembre 1609 delibera la realizzazione, mediante denaro pubblico, di una nuova arca sepolcrale dei due santi, a parere dei consiglieri ormai inadatta e degna di maggiori attenzioni per tenere alta la devozione popolare. Il contratto con lo scultore Giovanni Antonio Carra viene firmato nel 1618, aprendo definitivamente la via alla ricostruzione radicale della chiesa.

#### La ricostruzione della chiesa
Il progetto di Antonio Comino per la ricostruzione dell'interno della chiesa comprendeva una soluzione inedita in campo bresciano: l'uso della serliana come elemento strutturale. Questo espediente architettonico, già sperimentato e introdotto nell'area padana da Giulio Romano nella prima metà del secolo precedente, non aveva ancora trovato applicazioni pratiche a Brescia, se non in particolari decorativi e nelle facciate. La soluzione non era scontata, poiché risolveva l'arduo problema di avere visuali interne agli edifici chiesastici ampie e prive di ostacoli visivi pur mantenendo il sistema delle tre navate, senza dover per forza ricorrere all'aula unica. Da notare, oltretutto, che il Comino era impegnato, nello stesso periodo, al cantiere del Duomo nuovo, da poco sotto il controllo di Lorenzo Binago, il quale a sua volta conosceva bene la serliana avendola applicata pochi anni prima nella chiesa di Sant'Alessandro in Zebedia a Milano. Anche il Binago, pertanto, potrebbe non essere estraneo alla soluzione dell'utilizzo della serliana in san Faustino.
L'incarico di progettare e rendere effettiva la ricostruzione integrale degli interni viene affidato ad Antonio Comino con contratto stipulato il 26 settembre 1620. Vi sono però alcuni preliminari, ancora non del tutto chiariti dalla ricerca storiografica. Sicuramente, la base economica per sostenere il progetto viene fornita dalla donazione dell'abate Faustino Gioia, allora a capo del monastero, il quale, il 16 giugno dello stesso anno, aveva sottoscritto l'assegnazione di tutti i proventi della sua famiglia di mercanti al cantiere della nuova chiesa. Per contro, non si sa da quale figura, interna o esterna al monastero, abbia perseguito l'idea di avviare il rifacimento: non è da escludere un ruolo da parte dello stesso Carra il quale, dovendo realizzare la nuova arca sepolcrale dei santi, si sarà probabilmente chiesto se il monumento avrebbe trovato degna accoglienza in una chiesa romanico-gotica con decorazioni rinascimentali. In realtà, potrebbe anche non essere esistita una singola figura, bensì una volontà comune concretizzata poi dall'abate Gioia, da Antonio Comino e dal Carra. In ogni caso, nelle settimane successive hanno inizio le operazioni di sgombero: vengono in particolare rimosse le reliquie conservate nell'altare di sant'Antigio, le decorazioni dell'altare del Santissimo Sacramento e tutte le tele. Anche l'altare di sant'Onorio, da pochi anni ricomposto, viene smantellato. La prima pietra della nuova chiesa viene finalmente posta il 9 marzo 1621.
Già il 20 marzo, però, i lavori vengono incredibilmente sospesi. Nasce un acceso dibattito che coinvolge diverse figure interne ed esterne al monastero: dai documenti traspare una forte confusione, con numerose prese di posizione e diverse versioni della faccenda. Tentando di ricostruire i fatti, il cantiere viene interrotto sostanzialmente per due motivi: accertare la disponibilità del finanziamento da parte dell'abate Gioia e verificare, prima di avanzare troppo con i lavori, la validità statica del progetto, essendovi dubbi sulla correttezza del disegno del Comino circa la dimensione delle colonne delle serliane, che sembravano troppo basse. Notare quindi, a questo proposito, come fosse esitante il parere delle maestranze locali sull'argomento serliana: era praticamente la prima volta che si trovavano ad affrontare una simile soluzione strutturale. Il problema viene risolto poche settimane dopo, ponendo sotto le colonne un piccolo piedistallo che rialzava l'intero sistema di un metro circa.

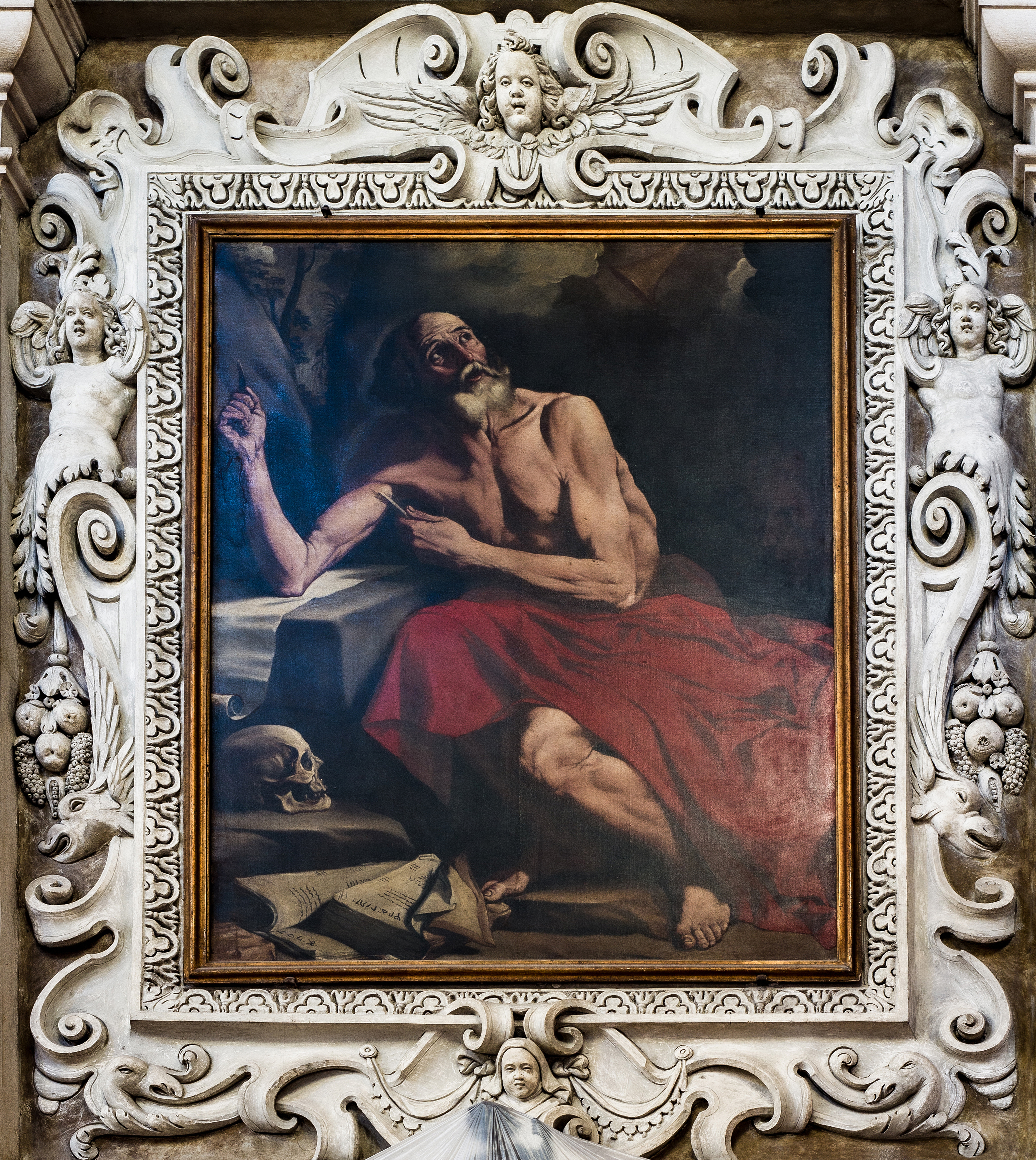
Dipinto di San Girolamo penitente di Andrea Terzi.

Nel 1622 vengono messe in opera le volte a crociera delle navate laterali e, non appena terminate, viene costruita la grande volta della navata centrale. Il tutto sembra essere concluso ai primi mesi del 1623. Nello stesso anno viene anche installata la nuova arca sepolcrale scolpita da Giovanni Antonio Carra, che trova posto al centro del presbiterio. Pochi mesi dopo, finalmente, vi vengono traslati i corpi dei due santi durante una solenne cerimonia. Si comincia poi a parlare di decorazioni: il 5 settembre 1625 viene stipulato il contratto con i pittori Antonio Gandino e suo figlio Bernardino, che due mesi dopo cominciano la stesura dell'opera nel grande riquadro della navata centrale. Allo stesso modo, nel 1626 il pittore Tommaso Sandrino inizia ad affrescare il resto delle coperture partendo dall'ultima volta della navata destra: tutti i lavori sono terminati entro il 1629. Appena in tempo, in realtà: nel 1630 si verifica la tragica "peste manzoniana", che rallenta notevolmente i lavori per almeno un decennio. I documenti tornano a parlare di opere edili all'interno della chiesa solo nel 1639, quando viene commissionato il nuovo ornamento per l'altare del Santissimo Sacramento, progettato da Agostino Avanzo e realizzato dai figli di Giovanni Antonio Carra: Giovanni e Carlo. La vicenda, fra l'altro, si trascinerà parecchio e l'altare potrà essere terminato solo alla fine del secolo. Nel 1643 partono i lavori di rifacimento della cappella di sant'Onorio, sulla testata della navata destra, sostenuti economicamente dalla potente famiglia Calini, che aveva acquisito l'area sepolcrale antistante con l'impegno di rinnovare arredo e architettura della cappella. È ancora Antonio Comino ad occuparsi della questione, ma sarà la sua ultima opera: l'architetto morirà l'anno successivo. Ha invece inizio nel 1649 la costruzione dell'altare di San Benedetto, il terzo a sinistra, per mano di Giovanni Carra. Alla fine del secolo, anche l'altare della Natività viene messo in opera per mano di Santo Calegari il Vecchio: a lavori conclusi viene montata al suo interno la tela di Lattanzio Gambara, eseguita quasi un secolo e mezzo prima.

### Il Settecento: la nuova facciata e l'incendio del 1743

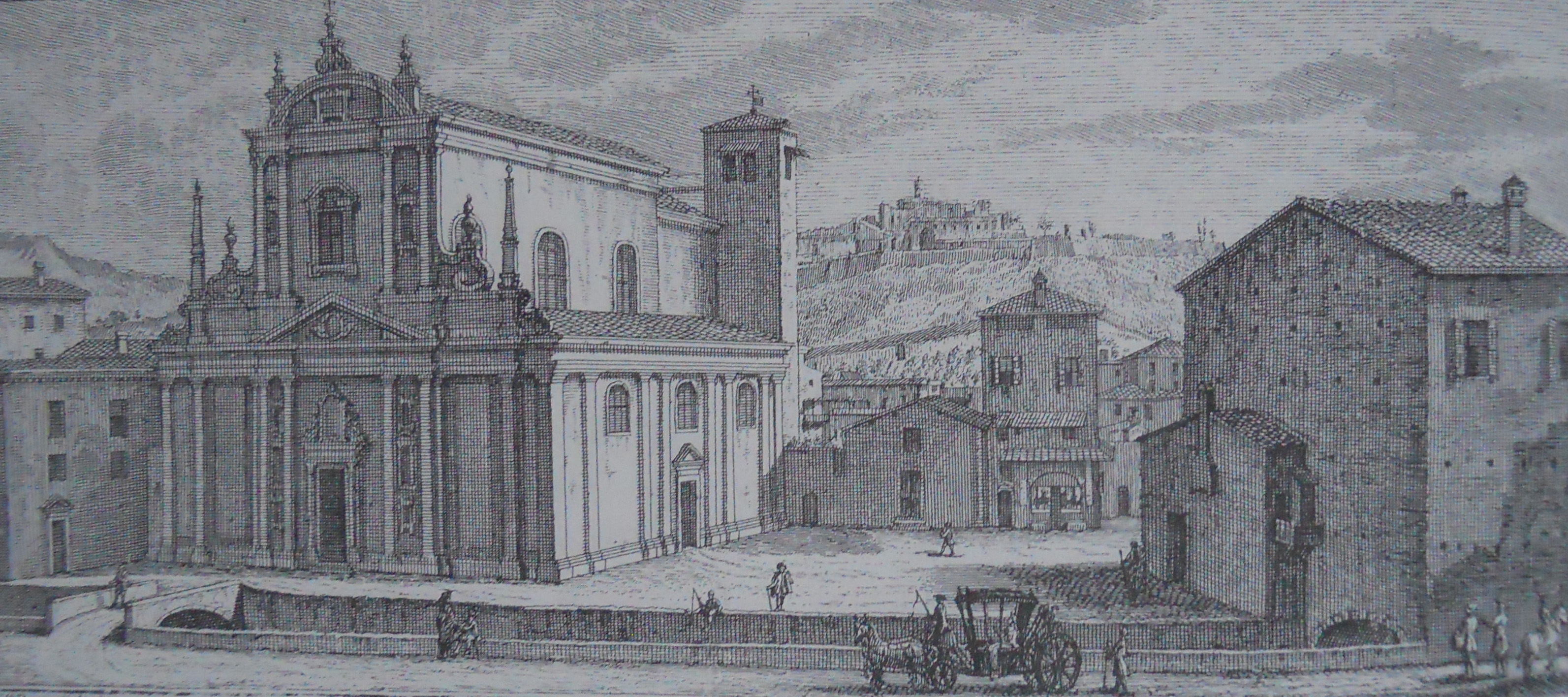
La chiesa in un'incisione del 1750 di Francesco Battaglioli. Si vedono il campanile nelle forme originali, l'oratorio di San Giacomo privo della facciata neoclassica, il torrente Garza ancora scoperto e l'antica Disciplina posta a cavallo di quest'ultimo, demolita nel 1927. La veduta è da considerarsi ampliata: lo spiazzo tra la chiesa e la Disciplina, antistante l'oratorio, era in realtà più ristretto.

Terminato con grande successo l'interno della chiesa, non rimaneva che l'esterno: la facciata, verosimilmente, era ancora quella originale romanico-gotica. La realizzazione di un nuovo, degno involucro per gli interni appena ricostruiti viene sovvenzionata con un consistente lascito testamentario del nobile Orazio Fenaroli. Il progetto e il cantiere vengono affidati a Giuseppe Cantone, noto scultore e lapicida locale, che già aveva lavorato all'interno della chiesa per l'altare del Santissimo Sacramento. I lavori alla facciata hanno inizio il 22 dicembre 1699, quando con le prime pietre di marmo di Botticino viene impostato il basamento. Tra il 1701 e il 1704 risulta essere posizionato tutto il resto, compreso l'altorilievo del portale scolpito da Santo Calegari il Vecchio. Il completamento definitivo, però, avviene solo nel 1711, la data incisa sul frontone superiore.
Nel frattempo, gli interni della chiesa vengono arricchiti: si costruisce l'altare di Santa Maria in Silva in sostituzione del precedente altare ligneo, aumentando la profondità della cappella per poter disporre di uno spazio maggiore, concludendo i lavori nel 1726. Nel 1735 vengono invece ricostruite e installate le due grandi cantorie lignee, inserendovi i cartigli dipinti che già adornavano le cantorie precedenti. Il motivo del rifacimento, comunque, non è noto. La chiesa, a questo punto davvero conclusa, doveva conoscere entro pochi anni una grande tragedia.
La notte del 2 dicembre 1743 si verifica un grande incendio nel coro della chiesa: il fuoco viene domato prima che possa portare al crollo dell'intera struttura, ma nel disastro vanno persi l'organo dell'Antegnati, tutte le tele seicentesche che ornavano le pareti, gli stalli lignei del coro e, soprattutto, il grande ciclo di affreschi di Lattanzio Gambara. Anche l'arca dei santi titolari subisce lievi danni sul retro, dove il grande calore aveva sciolto i bitumi che saldavano gli intarsi alla struttura sottostante, portandoli al distacco. Tra il dispiacere dei monaci e della popolazione, il cantiere appena concluso sembra debba ricominciare: le murature vengono riassestate e il tetto, ormai bruciato, ricostruito. Giovanni Battista Carboni progetta e scolpisce i nuovi stalli lignei del coro. Anche il nuovo organo e la sua ancona lignea vengono fabbricati e installati. L'arca sepolcrale viene restaurata, mentre la volta e le pareti trovano una nuova decorazione con l'opera di Giandomenico Tiepolo. Il coro viene invece ridipinto da Girolamo Mengozzi. Tutti i lavori occupano la chiesa per ancora un ventennio circa.

### L'Ottocento
Nel 1797, dopo il crollo della Repubblica di Venezia, Brescia passa sotto il controllo della Repubblica Bresciana, instaurata dai giacobini locali in seguito a una rivolta. La soppressione degli ordini religiosi investe in pieno anche il monastero di san Faustino, che dopo quasi mille anni di esistenza passa ai beni del demanio e diventa caserma militare. La chiesa, invece, viene affidata alle cure dei francescani restando aperta e officiata. La vita parrocchiale si salva probabilmente solo grazie a questo: nel 1808, il vescovo Gabrio Maria Nava investe come prevosto di san Faustino, don Faustino Rossini che ottiene l'assegnazione di parte del monastero per abitazione del clero e degli inservienti. Nel 1811 è ancora don Faustino a chiedere la licenza per poter innalzare il campanile, risalente all'XI secolo e ormai basso e tozzo in proporzione alla nuova chiesa. La richiesta viene accolta, ma non sarà poi messa in pratica, probabilmente per motivi economici.
Nel 1819, morto don Faustino, a capo della parrocchia sale il giovane Giovanni Battista Lurani Cernuschi, al quale si deve la vera rinascita della comunità religiosa di san Faustino. Durante il suo parrocchiato, durato addirittura sessantacinque anni, mette in pratica diverse opere di manutenzione e abbellimento della chiesa. Evento molto importante diventa una solenne processione organizzata per il Giubileo del 1826, quando viene portata in chiesa la reliquia della Santa Croce, conservata nel monastero di Santa Giulia fino alla soppressione e passata poi al tesoro del Duomo. Il Lurani, accompagnato dall'entusiasmo popolare, ne chiede egli stesso la custodia, per la quale si offre di far costruire un nuovo, importante altare nella chiesa. La richiesta viene accolta e già nel 1828 il nuovo apparato è installato al posto dell'altare di San Michele, il primo a destra. Lurani muore infine nel 1884 e, in suo ricordo, la parrocchia gli dedicherà un monumento celebrativo disegnato da Antonio Tagliaferri, posizionato nell'ultimo intercolumnio del colonnato di destra.
Nel 1831, invece, viene costruita la bussola lignea dell'ingresso laterale dal falegname Giovanni Gozzoli, decorata da intagli e motivi floreali. Il manufatto viene poi arricchito da un monocromo giallo a lunetta di Giuseppe Teosa, con la raffigurazione di Gesù che scaccia i mercanti dal tempio.

### Il Novecento

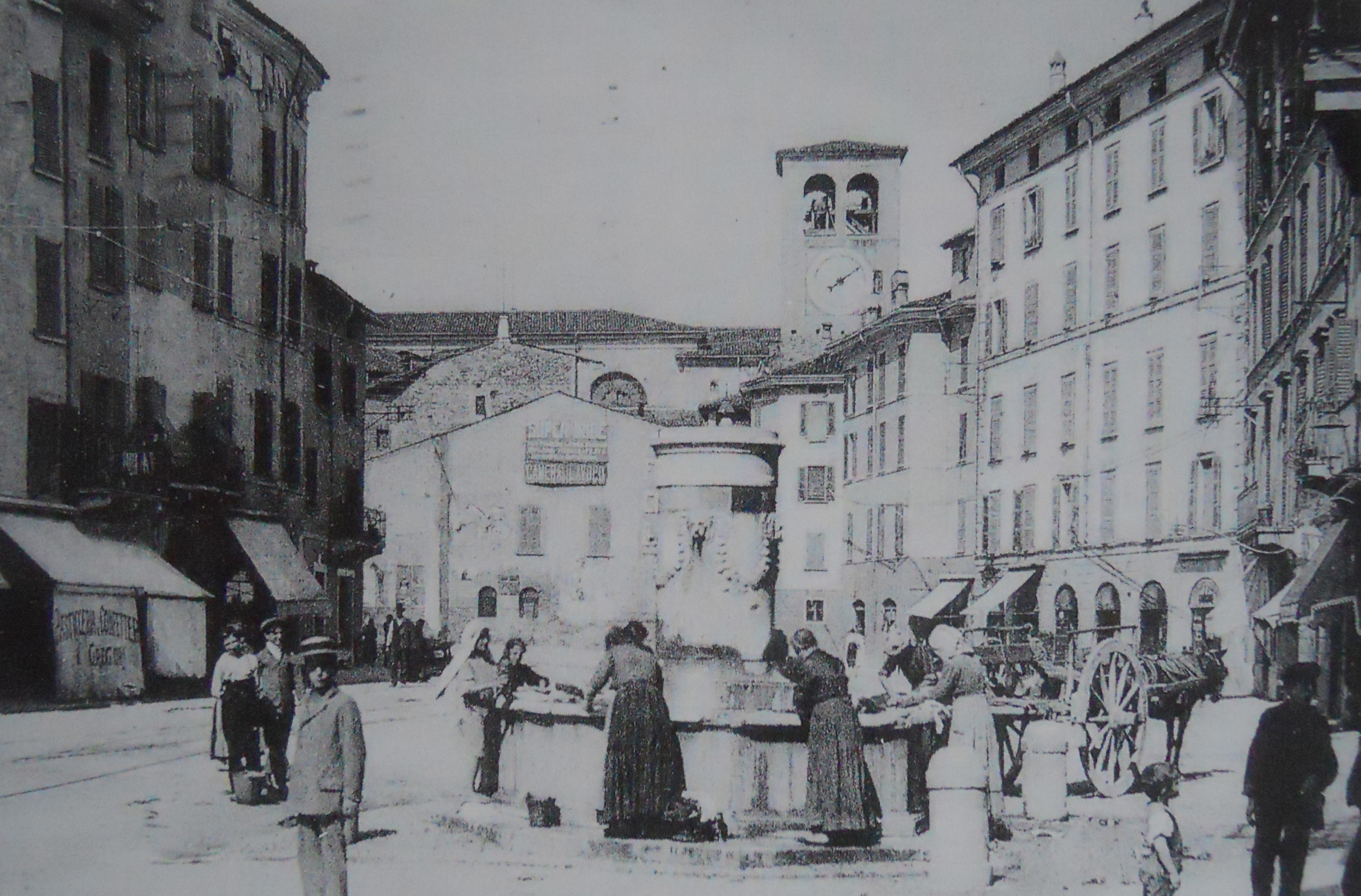
Via San Faustino in una cartolina degli anni '20 del Novecento. Ben visibile il campanile non ancora sopraelevato e la fiancata della chiesa schermata dagli edifici poi demoliti.

Il complesso monasteriale passa decisamente indenne le due guerre mondiali. Gli unici interventi di rilievo che si registrano fra i due conflitti sono l'abbattimento, nel 1927, della vecchia Disciplina, un fabbricato posto a sud della chiesa,
per allargare la via e far posto alla linea del tram. Si genera quindi l'ampio slargo di Via San Faustino sulla fiancata laterale della chiesa, che per la prima volta appare in vista frontale. Nel 1937, invece, in occasione del cinquecentesimo anniversario del miracolo del 1438, viene eseguito il sovralzo del campanile auspicato da più di un secolo, realizzando una nuova cella campanaria con le proprie aperture, al di sopra della vecchia che rimane di funzione decorativa.
Terminato il secondo conflitto mondiale, nel 1949 si torna a lavorare in chiesa: la cappella di fondo della navata destra, fino ad allora cappella di sant'Onorio, viene modificata e trasformata in battistero: l'altare e gli arredi vengono smontati e trasferiti in magazzino, le reliquie del santo traslate nella cappella speculare della navata sinistra e l'unico quadro presente, una tela di Antonio Gandino, viene mantenuto e riappeso al muro della nuova cappella. Nel 1952 è infine installato il nuovo fonte battesimale, opera dello scultore Claudio Botta.
Nel 1957 vengono condotti importanti scavi archeologici sotto la sagrestia della chiesa: l'intero muro della fiancata nord della chiesa romanica viene portato alla luce e con esso un'abside della cripta demolita nel 1601: il frammento murario, alto circa un metro, era ancora decorato dagli affreschi quattrocenteschi fatti apporre dall'abate Bernardo Marcello. Più in basso è invece emersa una decorazione precedente, a riquadri votivi con figure di santi. Nelle fondazioni viene anche rinvenuta un'antica stele funeraria romana, scolpita con quattro figure in riga, tre uomini e una donna, sormontate da un frontone triangolare. L'opera è stata smurata e trasferita al Museo di Santa Giulia. Viene anche rinvenuta un'altra stele romana di reimpiego, consistente però solo in un'iscrizione. Entrambi i reperti sono stati datati al I secolo.
Nel 1983, inoltre, era stata stesa la prima relazione tecnica sulla possibilità di trasformare il monastero, ormai liberato dalla caserma militare, in sede dell'Università degli Studi di Brescia. Il progetto trova immediato avvio e porta ad un restauro integrale delle strutture, che si concluderà nel 1997 con l'insediamento degli uffici amministrativi e direzionali dell'università. Il percorso di restauro, fra l'altro, diventa l'occasione per redigere una corretta e completa storia del monastero e della sua chiesa. Fra il 1998 e il 1999 gli affreschi del presbiterio e del coro subiscono un attento restauro conservativo.

### Avvenimenti del XXI secolo

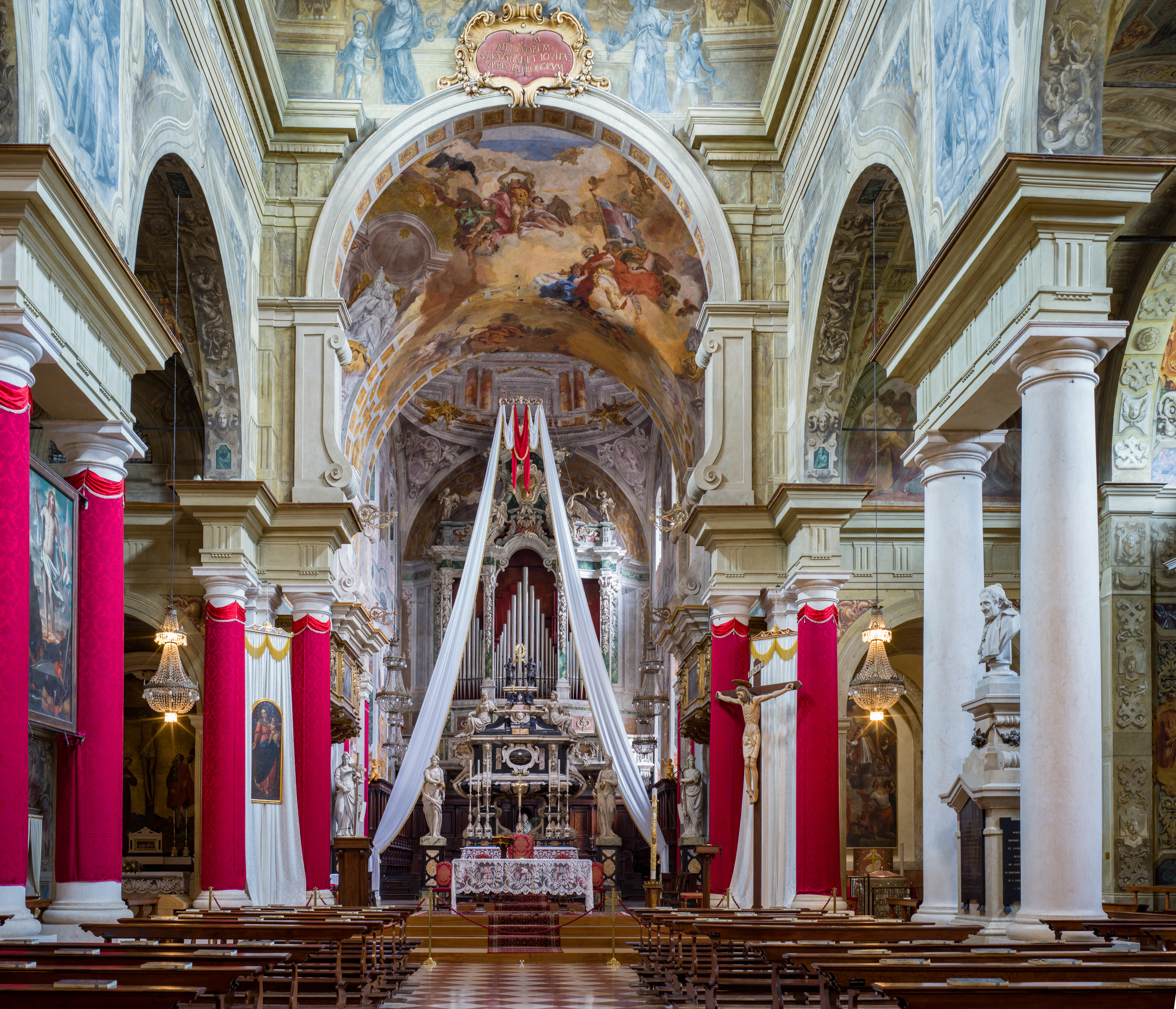
L'interno e l'altare maggiore

Nel settembre 2010 è stata portata a termine un'estesa campagna di restauro nell'aula della chiesa, sugli affreschi e sugli arredi: tutti gli altari sono stati ripuliti, così come tutte le colonne e le lesene lapidee. L'operazione ha riguardato anche gli affreschi di Tommaso Sandrino, che sono stati integralmente restaurati. Parallelamente, sono stati condotti restauri su varie tele e arredi liturgici della chiesa.
Alla fine del 2010, su iniziativa della parrocchia, del Comune di Brescia, della Provincia e della Camera di Commercio, è stata rifondata la Confraternita dei Santi Faustino e Giovita, associazione secolare decaduta dopo il 1923 con l'obiettivo di appoggiare iniziative religiose legate al culto dei due martiri e ridare una dimensione spirituale alla festa patronale. Uno dei primi, più importanti progetti concretizzati dalla confraternita è stata la restaurazione dell'"Ab omni malo", antichissima cerimonia tradizionale nata nel X secolo e abolita nel 1798 dalla Repubblica Bresciana: annualmente, in vista della festività dei patroni fissata al 15 febbraio, l'amministrazione comunale chiedeva la protezione della città per mano dei patroni, offrendo ai monaci la cera per le candele. In risposta, l'abate donava al sindaco un cappello di foggia cardinalizia, simbolo che suggellava il patto. Lo scambio tra municipalità e chiesa si ispirava all'istituzione giuridica del launegildo, previsto dalle leggi longobarde, con cui si stabiliva di approvare un patto sottoscritto dalle parti. La tradizione è stata ripresa il 6 febbraio 2011, quando il sindaco Adriano Paroli e alcuni rappresentanti della Giunta comunale hanno consegnato al parroco, durante una cerimonia, una pergamena contenente la richiesta di protezione. Il 12 febbraio un lungo corteo ha accompagnato il parroco verso il Palazzo della Loggia, davanti al quale ha consegnato al sindaco il galero rosso. L'evento, secondo quanto promesso dal sindaco, sarà rievocato ad ogni mandato amministrativo.

## Architettura
La struttura architettonica della chiesa risale interamente alla prima metà del Seicento, quando l'edificio fu profondamente rimaneggiato. Il discorso vale anche per il presbiterio e per il coro, che finirono sì bruciati nel 1743 ma non crollarono: di conseguenza, sono posteriori solamente le pitture e alcuni particolari decorativi, mentre la struttura in sé è ancora quella originale.

### Esterno

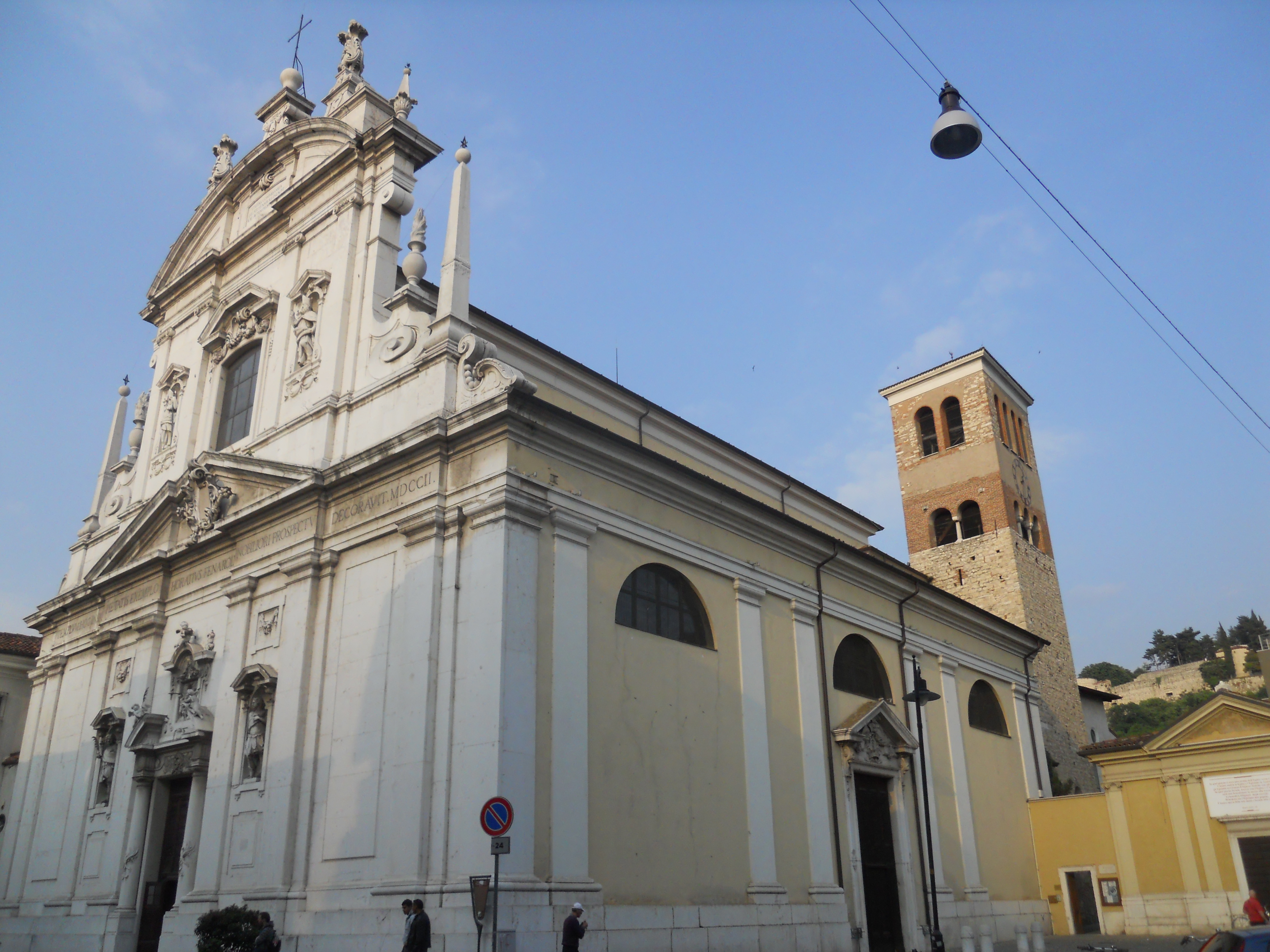
Chiesa, campanile e ex battistero in una vista d'insieme

All'esterno la chiesa è visibile dalla pubblica via solamente sulla facciata e sul fianco sud, quest'ultimo liberato dai fabbricati preesistenti nel 1927 e pertanto evidente in tutta la sua lunghezza. La presenza di un tetto a spiovente intermedio mette in mostra l'impianto interno a tre navate, mentre i muri sono aperti da grandi finestroni a lunetta. Vicino alla zona absidale, sullo slargo antistante la fiancata della chiesa, si affaccia l'ex oratorio di San Giacomo, un tempo battistero della chiesa, connotato da una bassa facciata neoclassica. Dallo slargo si vede bene anche il campanile, mentre proseguendo si arriva alla facciata, orientata in senso parallelo alla via.

#### La facciata di Giuseppe Cantone
La facciata della chiesa è opera di Giuseppe Cantone che la progettò e realizzò fra il 1699 e il 1705 con successivi lavori di finitura conclusi nel 1711. È a ragione considerata la migliore opera dello scultore, specializzato principalmente nella costruzione di altari. L'opera è totalmente in marmo di Botticino. Si sviluppa su due livelli principali, uno di base più largo e uno superiore, più stretto. Il livello inferiore è decorato da una serie di lesene di ordine tuscanico, poggianti su un piedistallo unitario e reggenti una trabeazione il cui fregio è occupato dall'iscrizione dedicatoria che ricorda il fondamentale lascito di Orazio Fenaroli, il quale di fatto permise la costruzione della facciata. La parte centrale del livello inferiore, in linea con il superiore più stretto, sporge in leggero aggetto con un motivo a fronte di tempio, con quattro lesene di medesimo ordine tuscanico, trabeazione e frontone triangolare in sommità.
Le quattro lesene non sono equidistanti, ma l'intercolumnio centrale è più largo per accogliere il portale d'ingresso alla chiesa. Due colonne libere nuovamente tuscaniche, poggianti su un alto piedistallo, inquadrano l'apertura, mentre la trabeazione superiore è rivestita da una ricca decorazione a motivi vegetali. Segue un frontone ad arco ribassato subito spezzato per permettere l'elevazione di un ricco cimiero, decorato da putti, volute e motivi floreali. Nel riquadro centrale è posto il Martirio dei santi Faustino e Giovita di Santo Calegari il Vecchio, altorilievo in marmo con inserti di ferro, solitamente ricordato come uno dei grandi capolavori della scultura barocca bresciana. Di grande effetto, all'interno della scena, è la figura del boia completamente in rilievo, la cui spada sguainata, in ferro, sborda addirittura all'esterno della cornice. Nello spazio tra le due lesene a lato del portale, invece, sono collocate, entro nicchie, le statue dei due santi titolari, ancora opera di Santo Calegari. All'interno del frontone superiore, invece, è posto un ricco cartiglio barocco, uno fra i pezzi realizzati personalmente da Giuseppe Cantone.
Segue il secondo livello della facciata, che si imposta sul primo mediante un piedistallo unitario. In linea con la parte sottostante in aggetto si eleva il corpo principale del secondo livello, decorato da quattro lesene di ordine ionico sormontate da una trabeazione e da un frontone ad arco ribassato, che conclude la facciata. Nuovamente, le quattro lesene non sono equidistanti ma lo spazio centrale, più largo, è occupato da un finestrone decorato da una ricca cimasa, mentre i due spazi laterali ospitano altre due nicchie contenenti le statue di sant'Antigio a sinistra e sant'Onorio a destra. Le due opere sono attribuite alla bottega dei Calegari. I due livelli della facciata sono raccordati da due volute laterali molto appiattite e ribassate, invenzione del Cantone. Il grande frontone superiore è coronato da cinque pinnacoli a motivi architettonici e vegetali, fra i quali quello centrale, il più alto, è concluso da una croce in ferro.

#### Il campanile

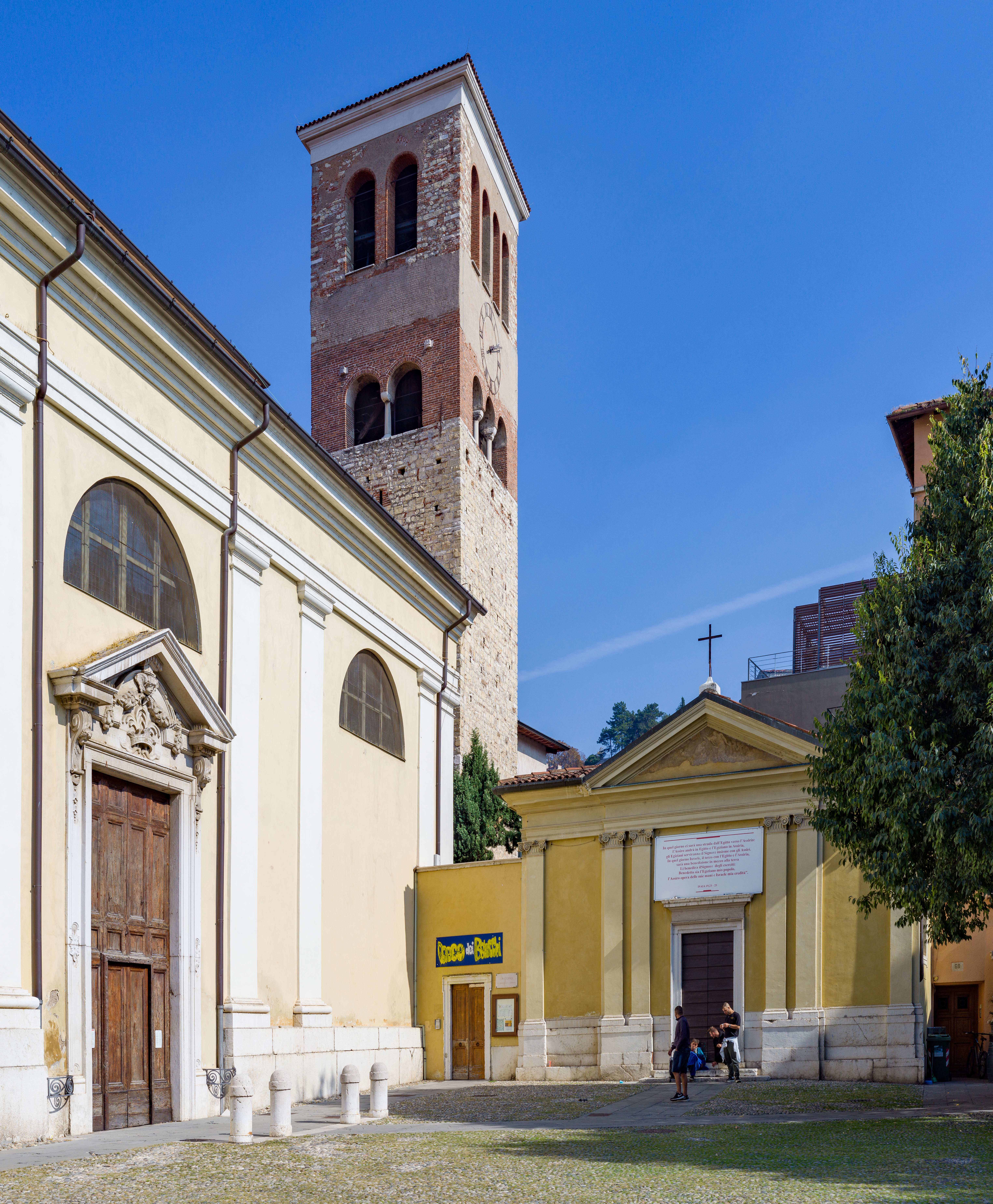
Il campanile

Il campanile della chiesa, ben visibile all'esterno, è praticamente l'unica parte della chiesa che non sia stata toccata durante i lavori di ricostruzione condotti nel Seicento. Anche dall'incendio del 1743 la struttura esce fortunatamente intatta. Solamente nel 1937, in occasione del cinquecentesimo anniversario del miracolo del 1438, la torre verrà modificata attraverso un sovralzo, già auspicato da più di un secolo, che comporta anche una revisione delle aperture.
Risalendo al IX secolo, il campanile della chiesa dei santi Faustino e Giovita è il più antico della città. A questa fase appartiene tutto il primo strato in blocchi di medolo, una pietra biancastra locale. L'antica cella campanaria sovrastante in mattoni, invece, risale a un primo restauro del XII secolo e presenta due bifore sui lati corti, rivolti a est e ovest, e due trifore su quelli lunghi, a nord e a sud. Il campanile, infatti, è a pianta rettangolare. Solamente le due bifore, però, sono originali: quando nel 1937 fu effettuato il sovralzo, le bifore sui lati lunghi vennero restaurate e convertite in trifore, per rendere il profilo del campanile più armonioso. Tra le due colonnine di ripartizione, pertanto, solo una è originale e l'altra fu ricostruita appositamente.
Oltre l'antica cella campanaria si eleva quindi l'attuale, fabbricata come un antico paramento murario in blocchi di pietra e mattoni variamente disposti. Sul coronamento si aprono nuovamente due bifore sui lati corti e, invece, due quadrifore su quelli lunghi. Le aperture sono ricavate direttamente nella muratura, senza colonnine mediane di ripartizione. Copre la torre un tetto a leggerissima cuspide, sulla cui sommità è posta la copia del gallo di Ramperto.
il campanile ospita 9 campane in Re3(Re4, Do#4, Do4, Si3, La3, Sol3, Fa#3, Mi3 e Re3) più la campana di richiamo in Re4, il Do4 è usato nel concerto a 5 campane in Sol3

### Interno

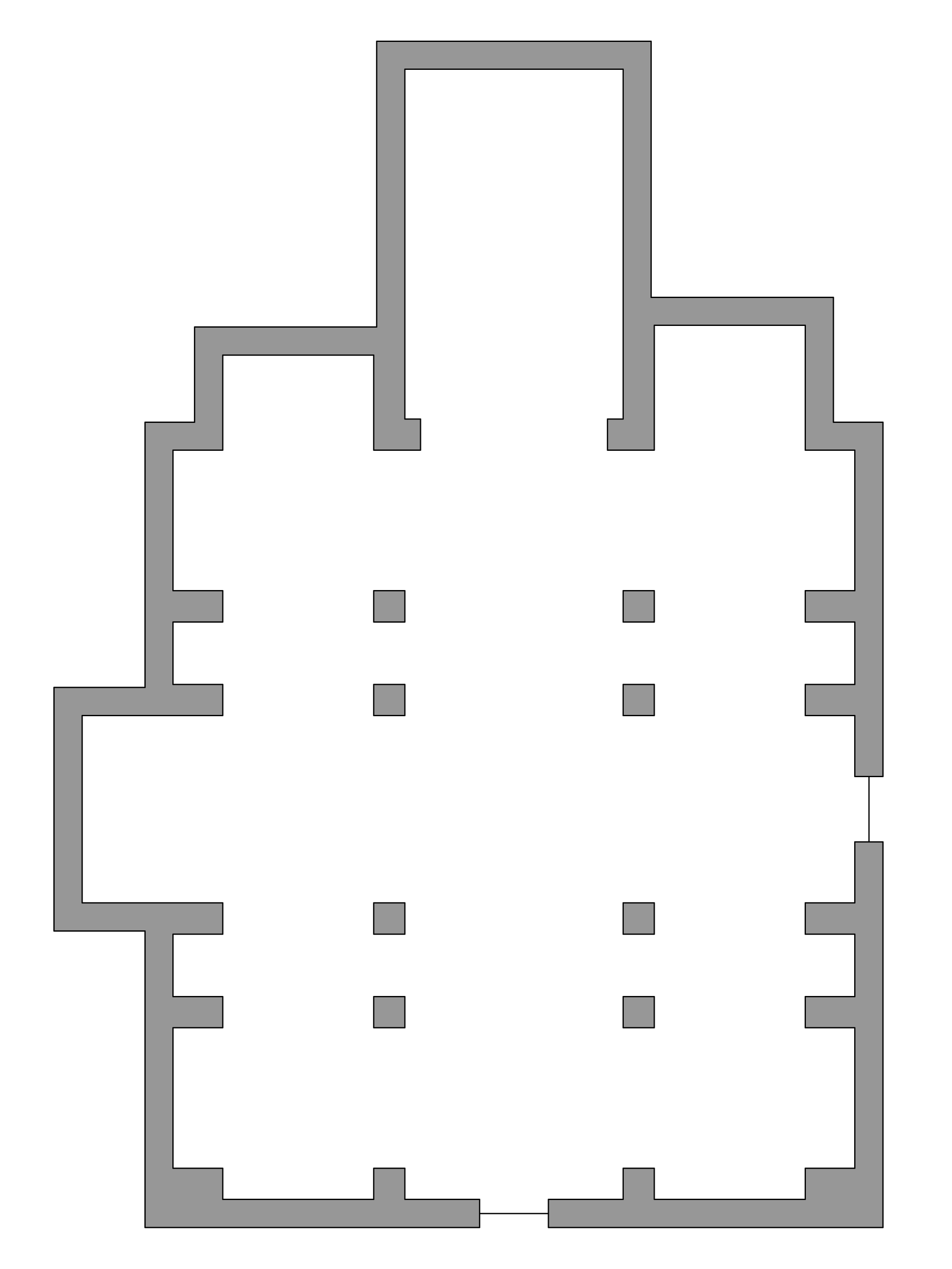
Pianta degli interni

L'interno della chiesa è notevolmente alto e ampio, caratteristica aiutata anche dall'effetto visivo dei due colonnati a serliana, che dilatano fortemente lo spazio. L'edificio si sviluppa su una pianta a tre navate senza transetto, la centrale più larga e alta e le laterali di dimensioni più ridotte. Sul fondo della navata centrale si alza su alcuni gradini il presbiterio, concluso dall'altare maggiore e seguito dal coro, che si risolve in un'abside piatta. Ai muri perimetrali delle navate laterali sono posizionati in totale cinque altari, tre a sinistra e solamente due a destra, poiché lo spazio centrale per il terzo altare ideale è occupato dall'ingresso secondario alla chiesa. Sulle testate di fondo delle due navate si aprono infine altre due cappelle.
Negli alzati, come già detto, la chiesa si caratterizza fortemente per l'utilizzo del motivo a serliana dei due colonnati divisori, costituito da colonne libere di ordine tuscanico. Le colonne non poggiano direttamente sulla pavimentazione, ma vi è frapposto un dado, inserito dal progettista Antonio Comino in risposta alle esitazioni delle maestranze locali che temevano di installare colonne troppo basse e staticamente pericolose. Le colonne, sei per lato, sono coerentemente proiettate sulle murature laterali mediante lesene. Le lesene sui muri delle navate laterali che rispondono a questa composizione, oltretutto, sono anteriori di una cinquantina d'anni rispetto al colonnato, essendo quelle già progettate e realizzate da Giovanni Maria Piantavigna alla fine del Cinquecento e in seguito riutilizzate allo scopo.
Al di sopra del colonnato corre una trabeazione correttamente decorata a metope e triglifi, che fa da imposta alla grande volta centrale di copertura. Si tratta di una particolare versione della volta a botte, cioè una volta a botte che alle due estremità diventa una volta a padiglione, richiudendosi su sé stessa evitando la presenza delle testate piatte. Le due navate laterali, invece, sono coperte da una serie di leggere volte a crociera. Il presbiterio e l'abside, invece, sono coperti da due volte a vela in sequenza.

## Opere
Nella chiesa dei santi Faustino e Giovita sono custodite numerose opere di tipo pittorico e scultoreo, notevole testimonianza dell'arte bresciana di inizio Seicento in campo decorativo, pittorico e scultoreo, che raggiunge un livello di qualità particolarmente elevato in alcuni pezzi quali l'arca sepolcrale dei due santi titolari, gli altari di San Benedetto e della Natività, le cantorie e i confessionali. A queste opere si sommano poi gli affreschi del Sandrino e l'opera del Tiepolo, quest'ultima settecentesca. Praticamente assenti, invece, sono le testimonianze artistiche di epoche precedenti, ad esempio di arte gotica o arte romanica, del tutto scomparse dal tesoro artistico di San Faustino.

### Affreschi

#### Gli affreschi delle navate

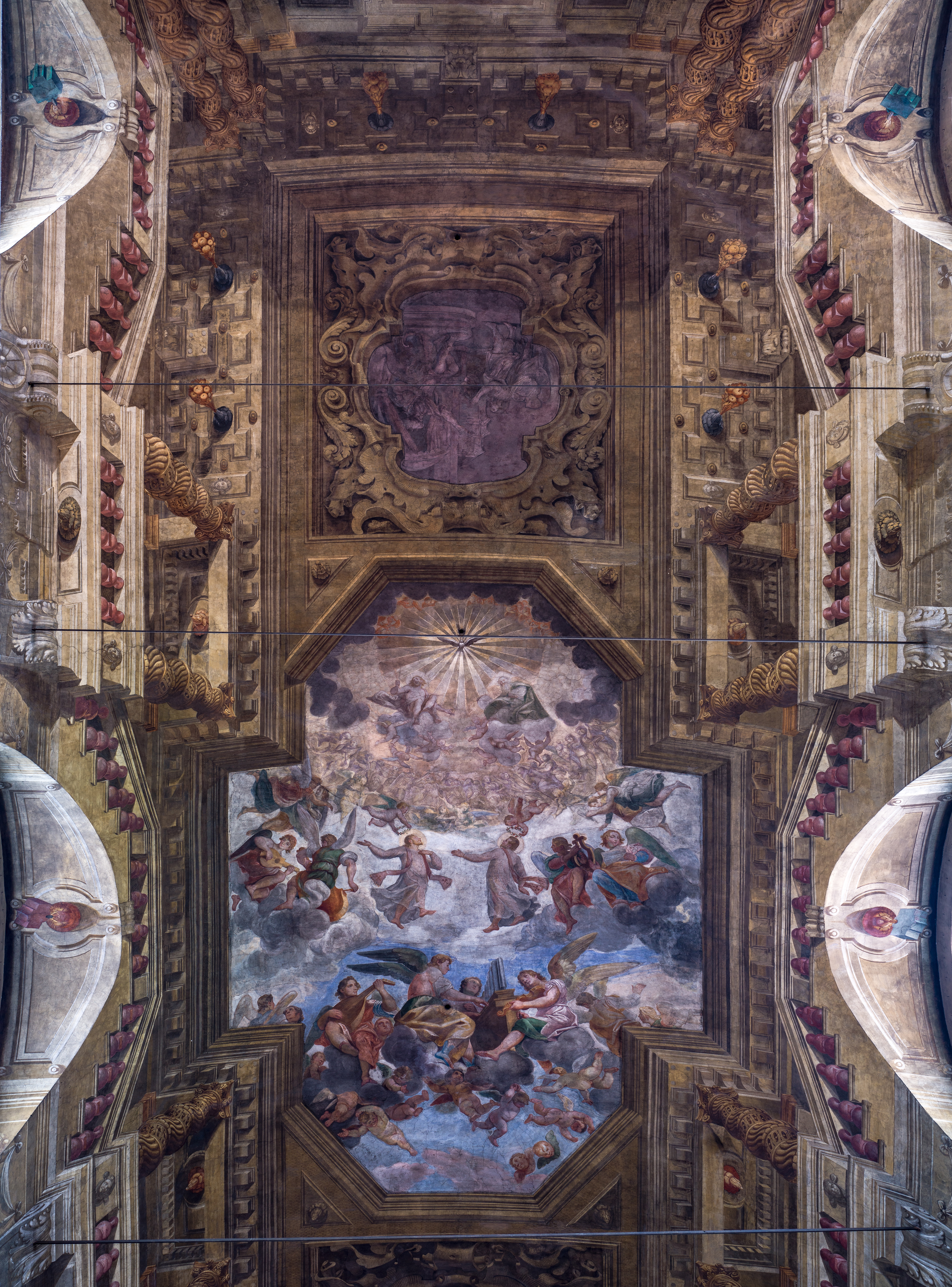
L'affresco della volta centrale, opera di Tommaso Sandrino. Il riquadro centrale è invece opera di Antonio e Bernardino Gandino.

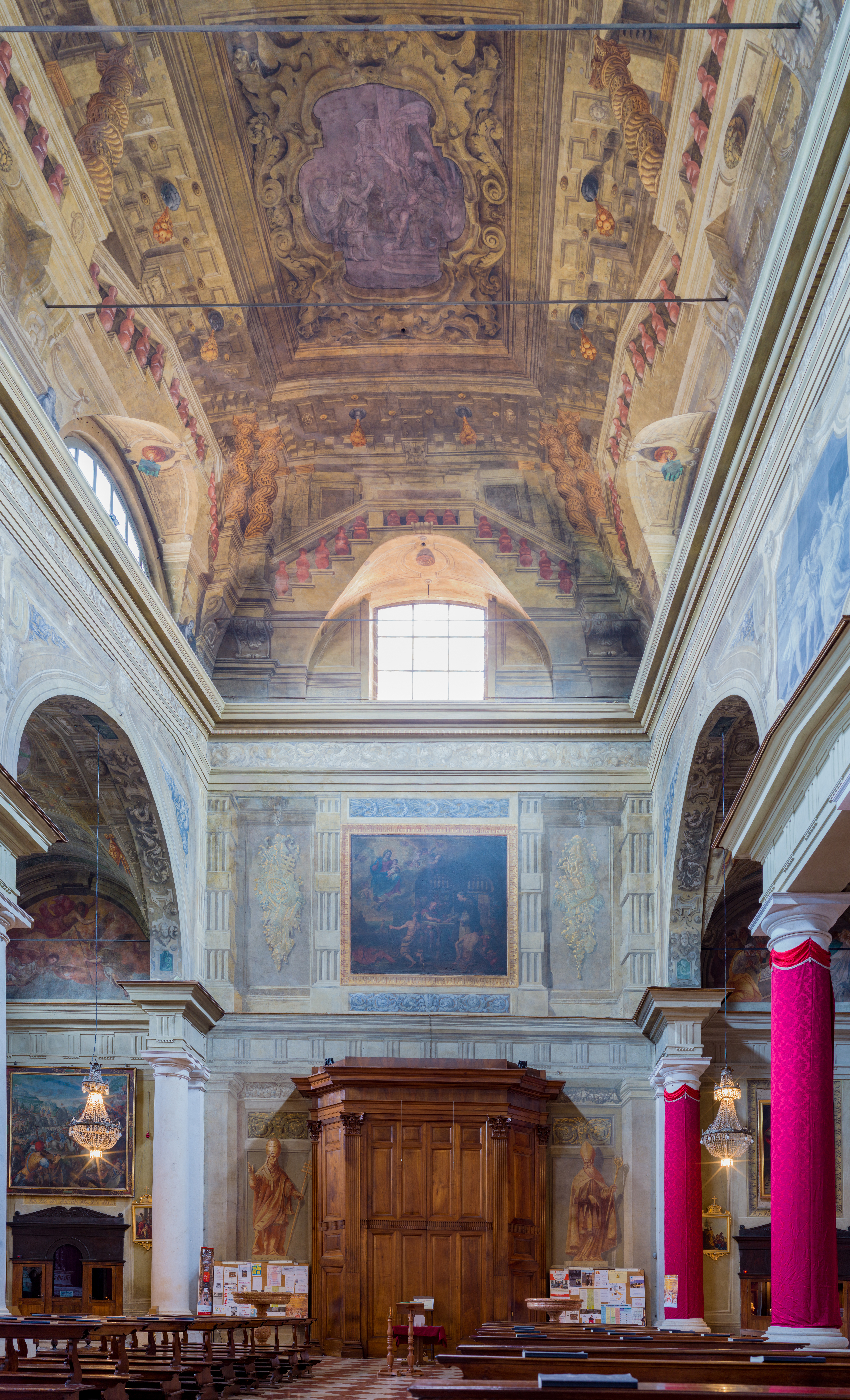
La controfacciata

Tutti i soffitti dell'aula, sia della volta centrale, sia delle volte laterali, sono completamente affrescati con le architetture illusionistiche di Tommaso Sandrino, completate da scene di altri autori. L'esteso affresco sulla navata maggiore è composto da una balaustrata continua, sorretta da mensoloni, sulla quale poggiano possenti colonne tortili che reggono un finto soffitto, idealmente più alto e profondo di quello reale. La balaustra di base non è lineare, ma segue un continuo sali-scendi di finte scale che scavalcano le finestre a lunetta aperte alla base della volta. Il tutto è infine largamente arricchito da vari decori e motivi architettonici. Opera di Antonio Gandino e suo figlio Bernardino è il grande riquadro centrale, raffigurante la Gloria dei santi martiri Faustino e Giovita. Nell'affresco sono raffigurati i due santi mentre salgono al cielo al cospetto della Trinità, fra un tripudio di angeli musicanti. I due santi in ascesa indossano candide vesti trasparenti e svolazzanti e portano la stola alla maniera sacerdotale Faustino e diaconale Giovita, in modo da rendere specifica l'identità di ciascuno secondo i dati della tradizione.
Opera di Camillo Rama sono invece i quattro grandi riquadri a monocromo grigio posti sulla parete della navata centrale al di sopra delle colonne binate del colonnato a serliane. Raffigurano Episodi del leggendario viaggio dei santi Faustino e Giovita: il riquadro con la scritta "Brixiae" li mostra confortati da Gesù durante la loro prigionia, salvati dagli angeli nei riquadri con la scritta "Mediolani" E "Neapoli" e sottratti alle belve del Colosseo in quello con la scritta "Romae".
Come detto, anche i soffitti delle navate laterali, coperte da volte a crociera in successione, sono affrescati da Tommaso Sandrino, che predispone spazi architettonici calibrati dove poter inserire i riquadri narrativi, opera invece di Camillo Rama e Antonio Gandino. Nella navata destra sono posti, partendo dalla controfacciata, Angeli in gloria con incensieri, il Martirio al cavalletto dei santi patroni, e un gruppo di Angeli musicanti. La navata sinistra, nella stessa sequenza, è decorata dalla Assunzione di Maria opera probabilmente di Ottavio Viviani, l'Ascensione di Gesù e San Benedetto in gloria.
Di Ottavio Amigoni sono le due grandi figure di San Gregorio Magno e Sant'Onorio affrescate sulla parete di contro-facciata, ai lati dell'ingresso principale.

#### Presbiterio e coro

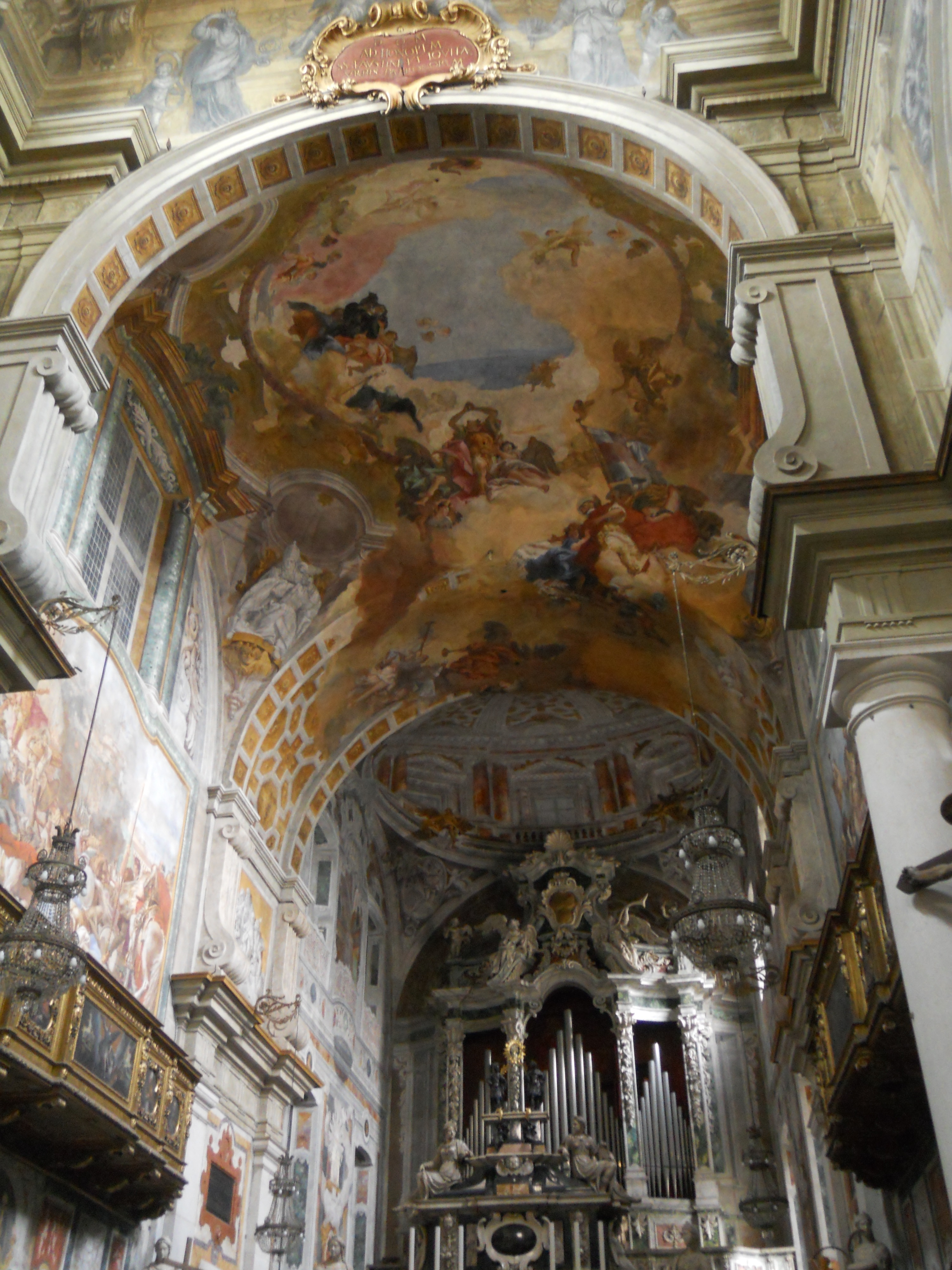
Vista dell'affreschi del presbiterio

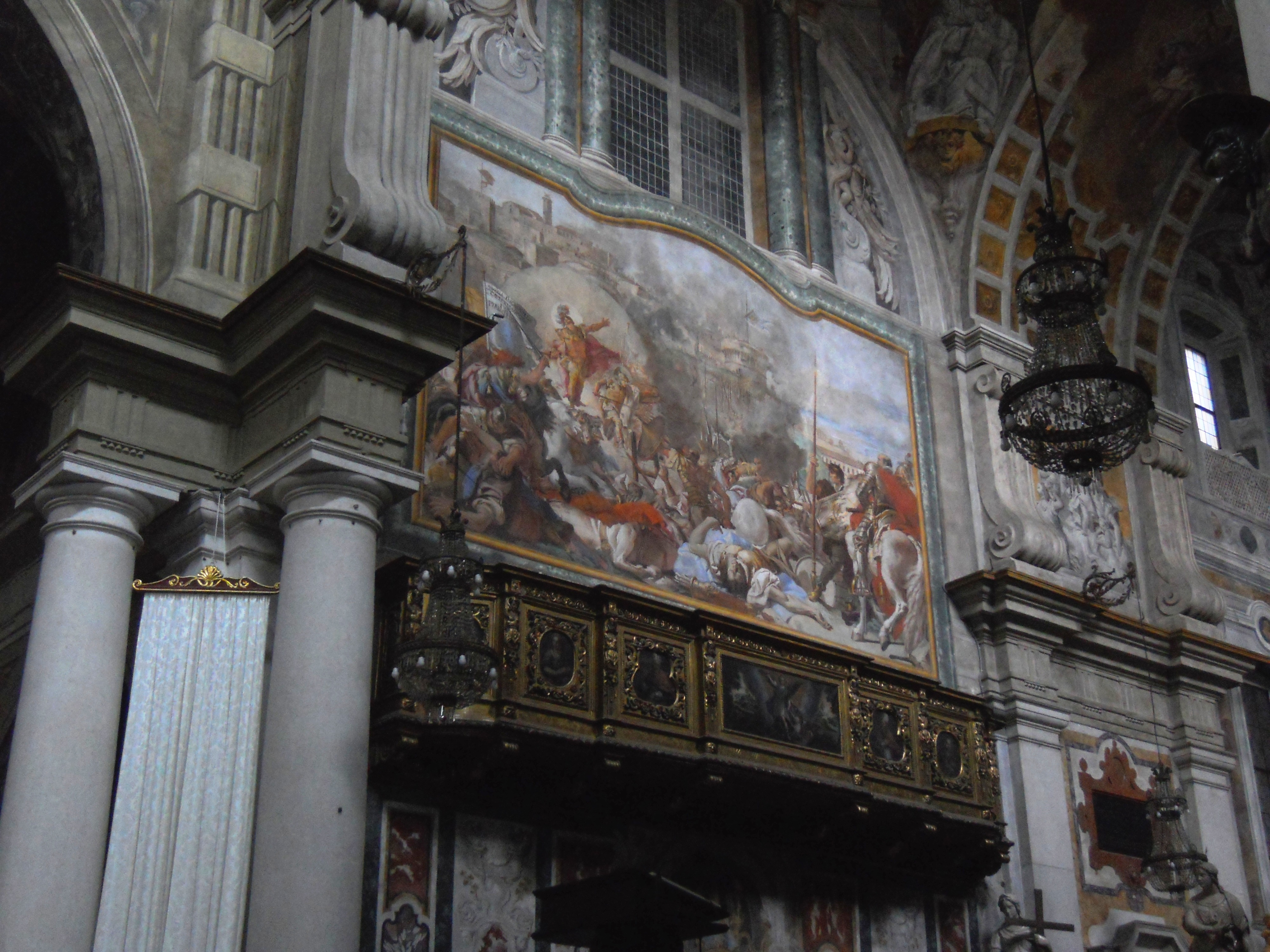
Uno degli affreschi laterali

La decorazione sulla volta e sulle pareti del presbiterio e del coro fu eseguita da Giandomenico Tiepolo e Girolamo Mingozzi dopo l'incendio del 1743, che aveva distrutto il ciclo di Lattanzio Gambara.
L'affresco del Tiepolo raffigura l'Apoteosi dei santi Faustino, Giovita, Benedetto e Scolastica: i quattro santi sono disposti lungo una linea comune che, dal basso, sale man mano verso l'alto seguendo una leggera curvatura nel tratto finale, culminando poi nei pressi del cielo, raffigurato al centro mediante uno sfondato prospettico. Per primo si trova san Faustino seguito da san Giovita, titolari della chiesa e patroni della città. La terza figura è san Benedetto, mentre santa Scolastica chiude la sequenza. Ogni santo è condotto al cielo da un intrico di angeli, nuvole e stendardi, ben evidenti attorno San Faustino, più labili man mano si sale, mentre altre figure celesti volano sparse attorno alla scena.
La figurazione, anziché essere risolta nel finto sfondato prospettico della volta a vela di copertura, dove è posto il cielo, fuoriesce mediante una ben organizzata soluzione, dove le nuvole del cielo, sulle quali volteggiano gli angeli, "coprono" con abile illusione prospettica un'estesa area della finta architettura circostante, cioè il cassettonato dell'intradosso dell'arcone che sostiene la volta, parte della trabeazione e delle cimase che fanno da perimetro allo sfondato prospettico centrale e anche una delle statue sui pennacchi. A contorno della scena centrale si trovano appunto queste decorazioni, parzialmente coperte, e le quattro finte statue, in cui sono rappresentati a monocromo i quattro Padri della Chiesa Latina: san Gregorio Magno, sant'Agostino, sant'Ambrogio e san Girolamo. La figura di quest'ultimo è quella coperta dalla "nuvola" che discende dal centro della volta ed è riconoscibile solamente attraverso il leone, simbolo del santo, che si intravede alla base del piedistallo fittizio.
L'opera di Giandomenico Tiepolo, oltre alla volta del presbiterio, comprende anche i due muri perimetrali sottostanti, dove il pittore pone due grandi affreschi incentrati su scene fondamentali del culto dei santi titolari: il Martirio dei santi Faustino e Giovita e l'Intervento dei santi patroni in difesa di Brescia assediata da Nicolò Piccinino. Il primo raffigura, appunto, l'istante in cui i due santi furono martirizzati, poco fuori dalle mura cittadine, il secondo l'apparizione dei due santi sugli spalti del Roverotto durante l'assedio del 1438, che mise in fuga l'esercito milanese guidato da Niccolò Piccinino.
Le decorazioni ad affresco delle pareti e del soffitto del coro sono opera di Girolamo Mingozzi detto il Colonna, realizzati molto probabilmente negli stessi anni in cui il Tiepolo lavorava sui muri adiacenti, dunque fra il 1754 e il 1755. L'ipotesi viene dedotta dal fatto che il finto cassettonato coperto dalle nuvole del Tiepolo è opera sua, quindi è verosimile che i due affreschi siano stati realizzati nello stesso momento. Gli altri dipinti del Mingozzi sono la finta cupola sorretta da colonne dipinta sulla volta a vela absidale, i quattro medaglioni con i simboli degli evangelisti nei finti pennacchi e la decorazione delle due pareti laterali, dove il pittore pone delle finte tribune munite di ringhiera e ante semiaperte, dalle quali si affacciano alcune figure. Sono anche presenti nuvole di consistenza tridimensionale, dotate di una propria ombra e con angeli svolazzanti, che circondano i vari elementi e fuoriescono dalle cornici, chiaro rimando alla grande decorazione illusoria del Tiepolo che si apre a pochi metri. Opera del Colonna è anche la decorazione delle pareti sotto le cantorie, dove dipinge realistiche nicchie contenenti finti cartigli in marmo recanti la figura di san Benedetto a sinistra e di santa Scolastica a destra, il tutto accompagnato ai lati da motivi geometrici e floreali.

### Altari e cappelle laterali
La chiesa ospita, come già detto, sei altari laterali: cinque sono nelle navate, il sesto è nella cappella di fondo della navata sinistra. La cappella speculare, in testata alla navata destra, fa invece da battistero. Fra gli altari, due (San Benedetto e Crocifisso) risalgono alla prima metà del Seicento e, pertanto, al grande cantiere di ricostruzione della chiesa, due (Natività e Santissimo Sacramento) alla seconda metà del secolo, uno (Santa Maria in Silva) al Settecento e l'ultimo (Santa Croce) all'Ottocento.

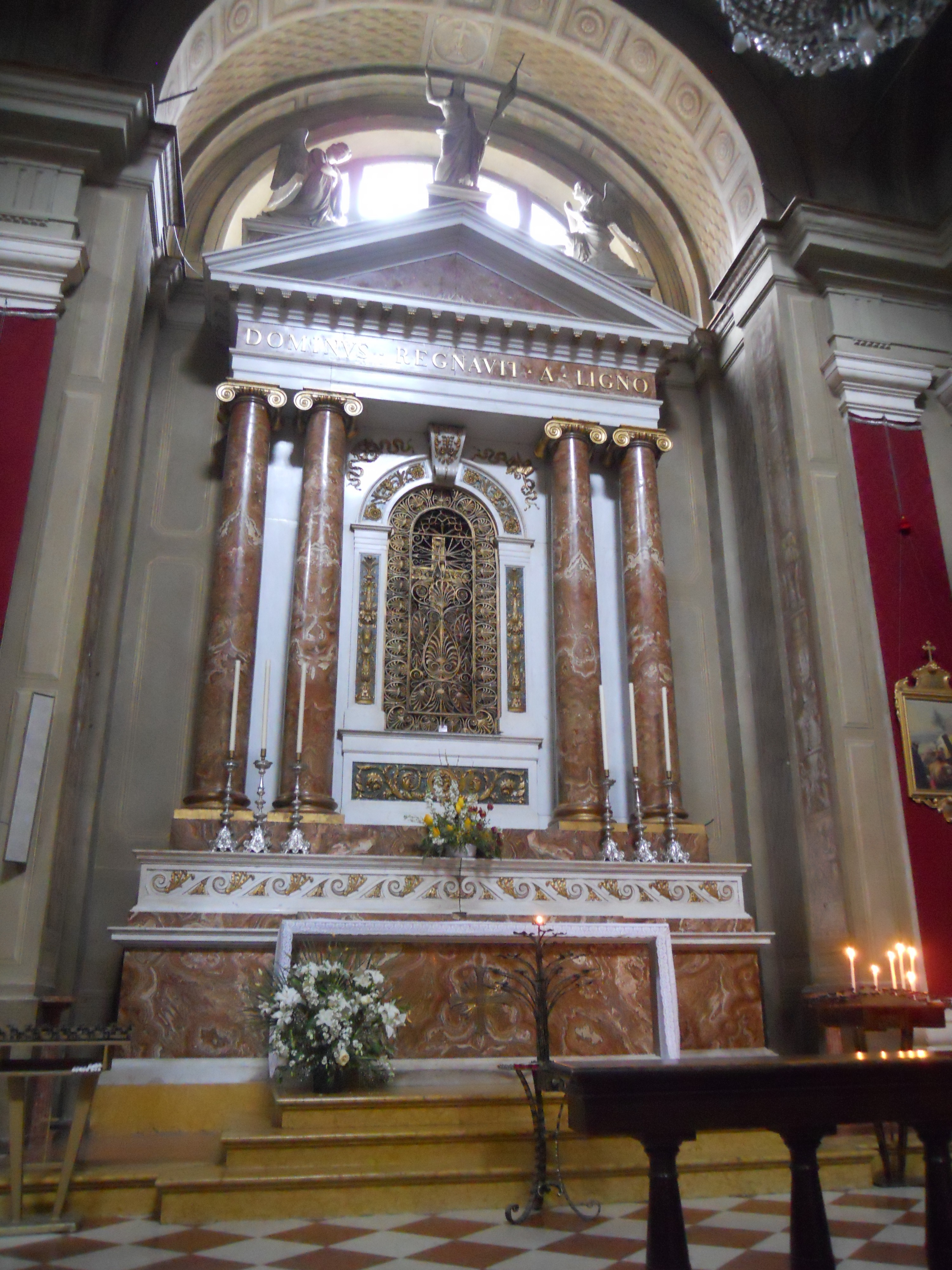
Altare della Santa Croce

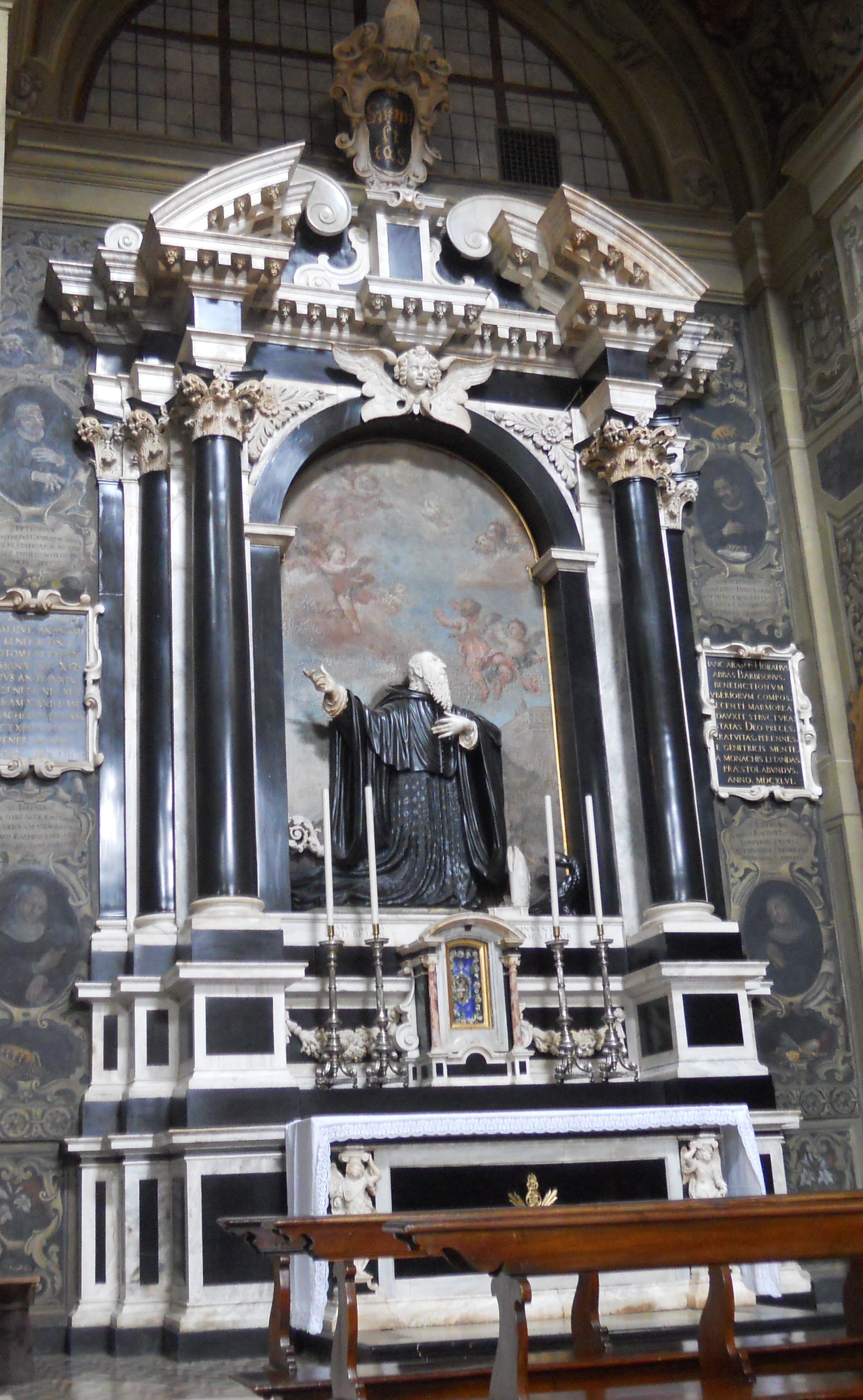
Altare di San Benedetto

Altare di Santa Maria in Silva

Viene costruito nel 1828, in sostituzione al precedente, per accogliere una reliquia della Vera Croce ceduta alla parrocchia nel 1826. Non è noto l'autore e l'attribuzione a Rodolfo Vantini non è supportata da fonti archivistiche, anche se è verosimile che, per un altare di ruolo così importante, sia stato chiamato il principale architetto bresciano dell'epoca. L'altare è impostato su linee marcatamente arte neoclassica e l'eleganza della composizione, già notevole per l'alternanza di breccia rosata e marmo bianco, è rafforzata dai numerosi inserti dorati che completano l'alta raffinatezza delle cromie. Il centro dell'ancona è occupato da una nicchia dove, chiuso da un'inferriata, è conservato il grande reliquiario a forma di crocifisso contenente la reliquia.
Quest'ultimo, fra l'altro, non è l'originale ma è stato fabbricato ex novo per l'altare: il reliquiario originale, risalente alla fine del Quattrocento, è conservato nel tesoro della chiesa. A coronamento dell'altare è invece posizionato un gruppo scultoreo di Gaetano Matteo Monti, con due angeli laterali inginocchiati e il Cristo risorto al centro, caratterizzato da un forte rigore accademico neoclassico.

Altare della Natività
L'altare è costituito da un grande apparato scenografico barocco, completamente assegnato alla mano di Santo Calegari il Vecchio. La composizione è molto imponente, dinamica ed elegante, sia per le soluzioni architettoniche adottate, sia per la profusione di marmi policromi. Fa da paliotto l'urna funeraria di sant'Antigio, con incisa la dedica "S. Antigy / Ep.", chiusa da un'inferriata. La pala dell'altare è invece la grande Natività di Gesù di Lattanzio Gambara, generalmente considerata tra i suoi capolavori.
Battistero

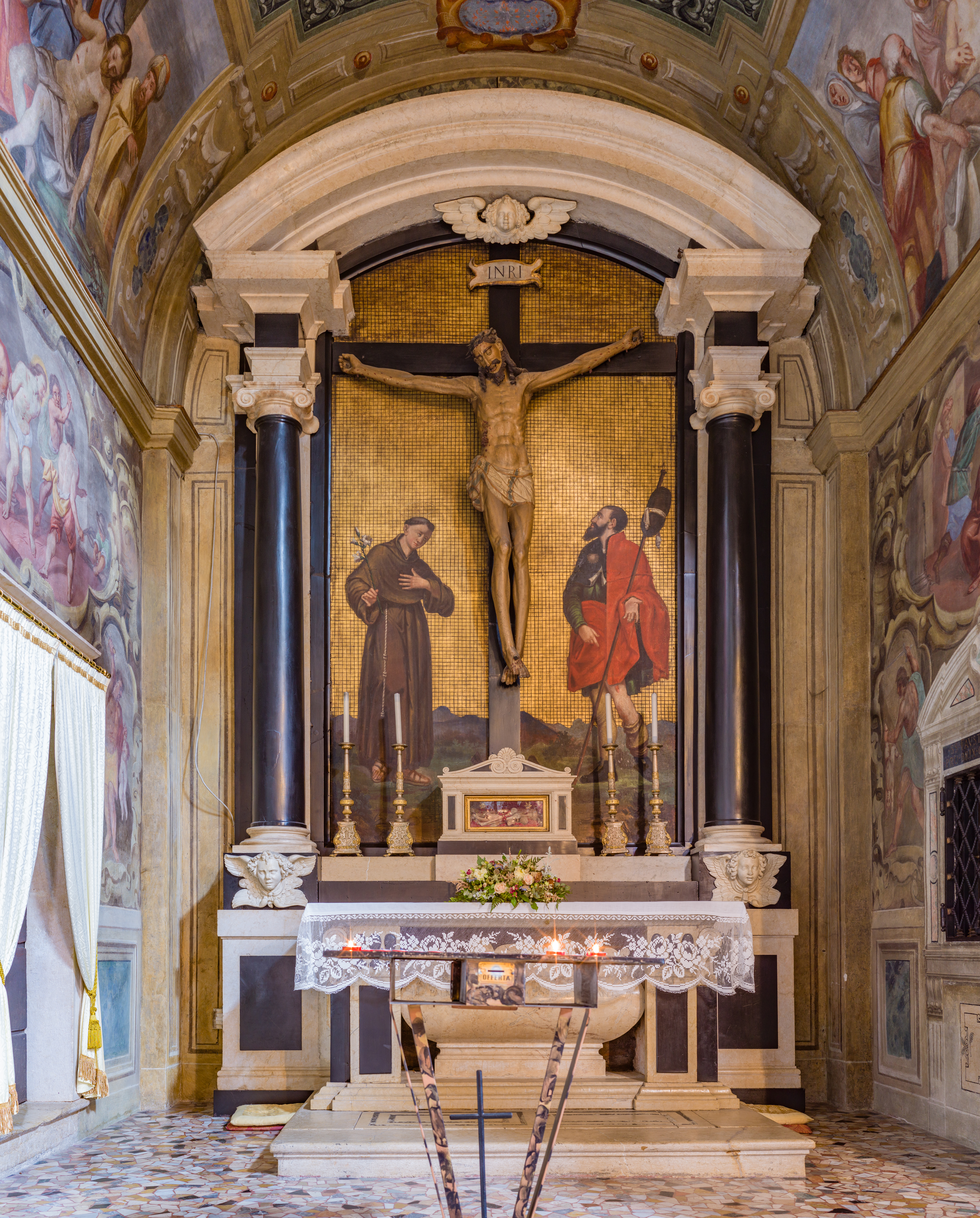
La cappella del Crocifisso.

La cappella in testata alla navata destra è il battistero della chiesa, ottenuto ricostruendo nel 1949 la precedente cappella dedicata a sant'Onorio. Al centro è collocato il fonte battesimale, realizzato nel 1952 dallo scultore Claudio Botta. Si tratta di una vasca cilindrica fasciata da un fregio continuo ad altorilievo, centrata sulla figura di Cristo che risorge dal sepolcro, la cui pietra è sollevata da quattro angeli.
Le tre pareti laterali erano state pensate per essere ricoperte da affreschi, infine mai realizzati. La parete sinistra ospita un dipinto di Amedeo Bocchi raffigurante Il battesimo di Gesù al Giordano, mentre sulla parete di fondo è appesa la pala dell'originario altare smontato nel 1949, opera di Bernardino Gandino e realizzata dopo il 1646, raffigurante sant'Onorio fra le nubi circondato da angeli al cospetto di membri della famiglia Calini, che aveva sostenuto economicamente il rifacimento della cappella nel Seicento. Davanti alla cappella, infatti, si trova ancora la lapide pavimentale del cardinale Lodovico Calini, principale finanziatore della ricostruzione. Nella cappella, dopo il 1601 e per circa un ventennio, rimase anche il trittico di sant'Onorio, trasferito al museo di Santa Giulia negli anni 1990.
Cappella del Crocifisso
La cappella in testata alla navata sinistra, dedicata alla crocifissione di Gesù, assume le caratteristiche oggi visibili durante i rifacimenti seicenteschi, rimanendo sostanzialmente immutato da allora. L'altare, abbastanza semplice e contenuto, ospita un crocifisso ligneo seicentesco, di concezione piuttosto mediocre. Aggiunta ottocentesca è invece lo sfondo a mosaico di tessere dorate con le figure di san Rocco e sant'Antonio di Padova. L'altare sottostante reca come paliotto un'urna funeraria contenente reliquie di martiri non identificati provenienti dai vari altari che occupavano l'antica chiesa. Sopra la mensa, invece, è collocata l'urna con i resti di sant'Onorio, qui spostata nel 1949 dalla cappella opposta che veniva trasformata in battistero. Nella cappella sono infine conservate altre due reliquie, tratte dai resti dei santi patroni Faustino e Giovita e custodite nell'urna dei Santi Patroni, un elaborato reliquiario fatto costruire appositamente nel 1925 e collocato in un vano incassato nella parete destra della cappella. Ogni anno, il 15 febbraio, alla festività dei due santi, il reliquiario viene estratto e posizionato al centro della navata centrale.
Le pareti della cappella sono decorate da numerosi riquadri ad affresco con scene narrative legate alla vita di Gesù. Gli autori sarebbero nuovamente Tommaso Sandrino per le finte cornici architettoniche e Antonio Gandino e Camillo Rama per le scene raffigurate. Tutti i dipinti, comunque, sono stati restaurati e completati da Vittorio Trainini e dal figlio Giuseppe tra il 1923 e il 1930. L'altare della cappella è al centro di un'inconsueta tradizione popolare: siccome il teschio di sant'Onorio presenta una frattura verticale, per tradizione si vuole che la sua devozione porti sollievo al mal di testa. È quindi consuetudine, soprattutto durante la festività dei santi patroni, che i fedeli preghino all'altare infilando la testa in una delle due nicchie che si aprono sui fianchi dell'altare, a quanto pare da sempre utilizzate per questo scopo.
Altare di San Benedetto
L'apparato viene costruito nel 1649 con il proposito di potervi trasferire la reliquia del braccio del santo, portata a Brescia secoli prima dall'abbazia di Montecassino. La reliquia, in realtà, non verrà mai traslata nell'altare a causa della morte, avvenuta l'anno successivo, dell'abate Orazio Barbisoni, principale promotore dell'iniziativa. L'altare, pertanto, viene destinato ad accogliere reliquie di altri santi benedettini, fra cui la mascella di san Placido. L'altare, molto scenografico, è opera dello scultore Giovanni Carra, figlio di Giovanni Antonio Carra. L'elegante cromia dell'altare è interamente impostata su una sapiente alternanza di marmo nero e bianco, che ne accresce la singolarità.
Nel grande riquadro centrale è posizionata la forse più singolare pala nella storia artistica cittadina: una statua di San Benedetto inginocchiato e orante, con ai piedi il bastone pastorale, la mitria e un corvo che offre al santo un pane tenuto nel becco. Sul fondale della nicchia è posto un affresco raffigurante un volo d'angeli e l'abbazia di Montecassino, opera di Sante Cattaneo, il quale si sarebbe però limitato a ridipingere un identico tema già presente.
Cappella del Santissimo Sacramento
La sua costruzione, di competenza della Scuola del Santissimo Sacramento anticamente attiva nella chiesa, seguì un percorso molto lungo e ricco di vicende, durato quasi ottant'anni, dall'inizio agli ultimi anni del Seicento. Ciò fu dovuto soprattutto alle quattro, grandi colonne che lo adornano, le quali, secondo i desideri della Scuola, sarebbero dovute essere blocchi monolitici. Tutti gli obiettivi, alla fine, furono raggiunti e l'altare poté essere finalmente inaugurato nel 1696. Alla costruzione dell'altare partecipò anche Giuseppe Cantone, l'architetto della facciata della chiesa. L'apparato è, nel complesso, molto semplice, ma la preziosità viene ritrovata nei finissimi intarsi a marmi multicolori del tabernacolo e del paliotto, dove sono utilizzate anche numerose gemme. Opera di Giovanni Carra e del fratello Carlo, invece, sono le due statuette raffiguranti i santi patroni a lato del paliotto.
La pala dell'altare della cappella era originariamente il Compianto sul Cristo morto eseguito tra il 1520 e il 1530 dal Romanino, requisito nel 1797 e infine andato distrutto nel 1945. Al suo posto, nel 1808 viene commissionata una tela sostitutiva a Sante Cattaneo, che esegue la Deposizione di Cristo tuttora presente e collocabile fra le sue migliori opere. Nella cappella, appeso sulla parete, trovava posto anche lo stendardo del Santissimo Sacramento sempre del Romanino, dal 1965 esposto altrove (vedi dopo). Alle pareti della cappella sono appese due tele ottagonali: a destra l'Incontro di Abramo con Melchisedek attribuito a Pietro Avogadro e, a sinistra, la Raccolta della manna di anonimo del Seicento.
Altare di Santa Maria in Silva
La dedica a Santa Maria in Silva piuttosto che alla sola Madonna è in omaggio all'intitolazione che la chiesa aveva alle sue origini. L'altare viene costruito durante la prima metà del Settecento in sostituzione del precedente, in legno, e completato nel 1726. Si compone di un grande apparato scenografico, estremamente ricco di dettagli e motivi decorativi, caratteristica tipica del barocco settecentesco. Il materiale utilizzato è prevalentemente breccia rossa con incorniciature in marmo bianco che, assieme alle dorature e ai numerosi intarsi, offre un risultato cromatico assolutamente notevole. Gli inserti scultorei più importanti dell'altare sono assegnabili alla mano di Antonio Calegari, mentre il resto è attribuibile alla sua bottega.
Di pregevolissima fattura e concezione è la statua della Madonna con il Bambino e San Giovanni Battista attorno alla quale ruota l'intero apparato, opera di Paolo Amatore, artista vissuto all'inizio del Seicento dalla biografia abbastanza vaga. La statua, pertanto, non viene realizzata assieme all'altare, ma è precedente, mantenuta perché legata a una forte venerazione. L'opera, in legno intagliato dorato e dipinto, raffigura la Madonna con in braccio il Bambino, mentre ai piedi è posto il diavolo, che la Madonna sta calpestando con assoluta indifferenza. A lato si trova invece san Giovanni Battista fanciullo, anch'egli con un piede sul demonio. Questo San Giovanni, però, sarebbe un'aggiunta ottocentesca. Il paliotto della mensa è decorato da due statuette in marmo raffiguranti i profeti Isaia e Osea: le due sculture furono trafugate nel 1975 e vennero pertanto sostituite da copie. In seguito, gli originali furono fortunatamente recuperati, ma non più ricollocati: le statuette visibili sull'altare, quindi, sono ancora le due copie.

### Dipinti, sculture e altre opere

#### L'arca dei santi Faustino e Giovita

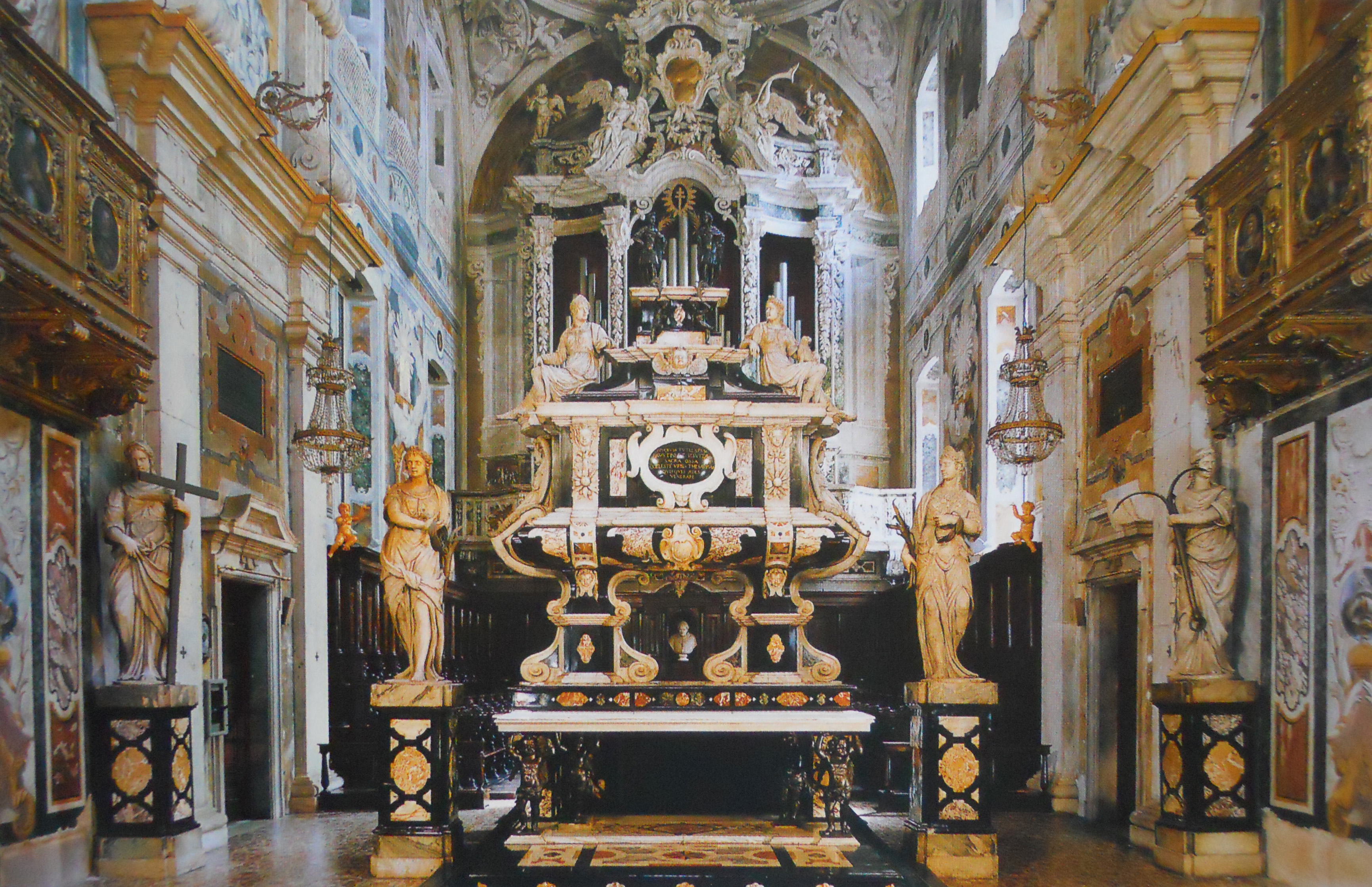
L'arca sepolcrale dei santi patroni in una vista frontale.

Il grande sepolcro, che fa da altare maggiore alla chiesa, è opera dello scultore Giovanni Antonio Carra, che la realizzò fra il 1617 e il 1622 in sostituzione alla precedente. Ancora oggi, l'arca contiene i resti dei santi Faustino e Giovita, titolari della chiesa e patroni della città. Il gusto decorativo del sepolcro è pienamente barocco e la sua elevata qualità artistica e compositiva ne fanno un'opera d'arte assolutamente pregevole. L'arca, data la sua funzione di custodia delle reliquie dei due santi patroni di Brescia, possiede in aggiunta un forte significato religioso. È principalmente in marmo di Carrara variamente intarsiato con marmo nero e altre pietre multicolori. Sull'estrema sommità reca le figure in bronzo dei santi patroni sovrastati da una croce a doppia traversa, su modello della reliquia della Santissima Croce conservata nel tesoro delle Sante Croci del Duomo vecchio. Sul coperchio siedono invece due figure allegoriche femminili in marmo di Carrara, non identificate da attributi connotativi, ma che dovrebbero raffigurare, a quanto emerge dai documenti, la Fortezza e la Fede.
Al centro dell'arca, sia sul fronte sia sul retro, sono posti due tondi in marmo nero circondati da un fregio, sui quali spiccano, a caratteri d'oro, le iscrizioni celebrative dei due santi martiri. Fanno poi da ali all'arca quattro statue originariamente concepite come sostegno del baldacchino che coronava la composizione, distrutto dall'incendio del 1743. Le due più esterne raffigurano la Fede a sinistra e la Speranza a destra, mentre le due interne, recanti solamente una corona d'alloro e una foglia di palma, possono essere identificate come Vittorie, a motivo delle palme e delle corone che reggono, il che sarebbe un'iconografia più adatta ad esaltare la gloria del martirio.

#### Il gallo di Ramperto
Il gallo di Ramperto è un galletto segnavento realizzato nell'anno 820 o 830 per adornare la sommità del campanile della chiesa su commissione del vescovo Ramperto, da cui il nome, probabilmente come dono a quella comunità religiosa che già si stava formando attorno al culto dei patroni e che, circa vent'anni più tardi, formalizzerà fondando il monastero. Il gallo viene rimosso dalla sua postazione solo nel 1891, dopo più di mille anni, per essere restaurato e conservato nel museo cittadino, il Museo di Santa Giulia, dove ancora si trova.
L'opera ha attraversato i secoli quasi indenne: solamente la piume della coda, in origine molto più folte, sono oggi poche e diradate, a causa dei danni provocati dai soldati francesi che, nella seconda metà dell'Ottocento, nel monastero ormai ridotto a caserma, si divertivano a sparare contro il gallo in cima al campanile. Ciò ha portato alla perdita dell'iscrizione dedicatoria fatta apporre da Ramperto proprio sulle piume, iscrizione che fortunatamente era già stata ricopiata più volte dal Quattrocento in poi. Risalendo all'inizio del IX secolo, il "gallo di Ramperto" può essere considerato il più antico galletto segnavento esistente, con un'età di quasi 1200 anni.

#### Lo stendardo del Romanino

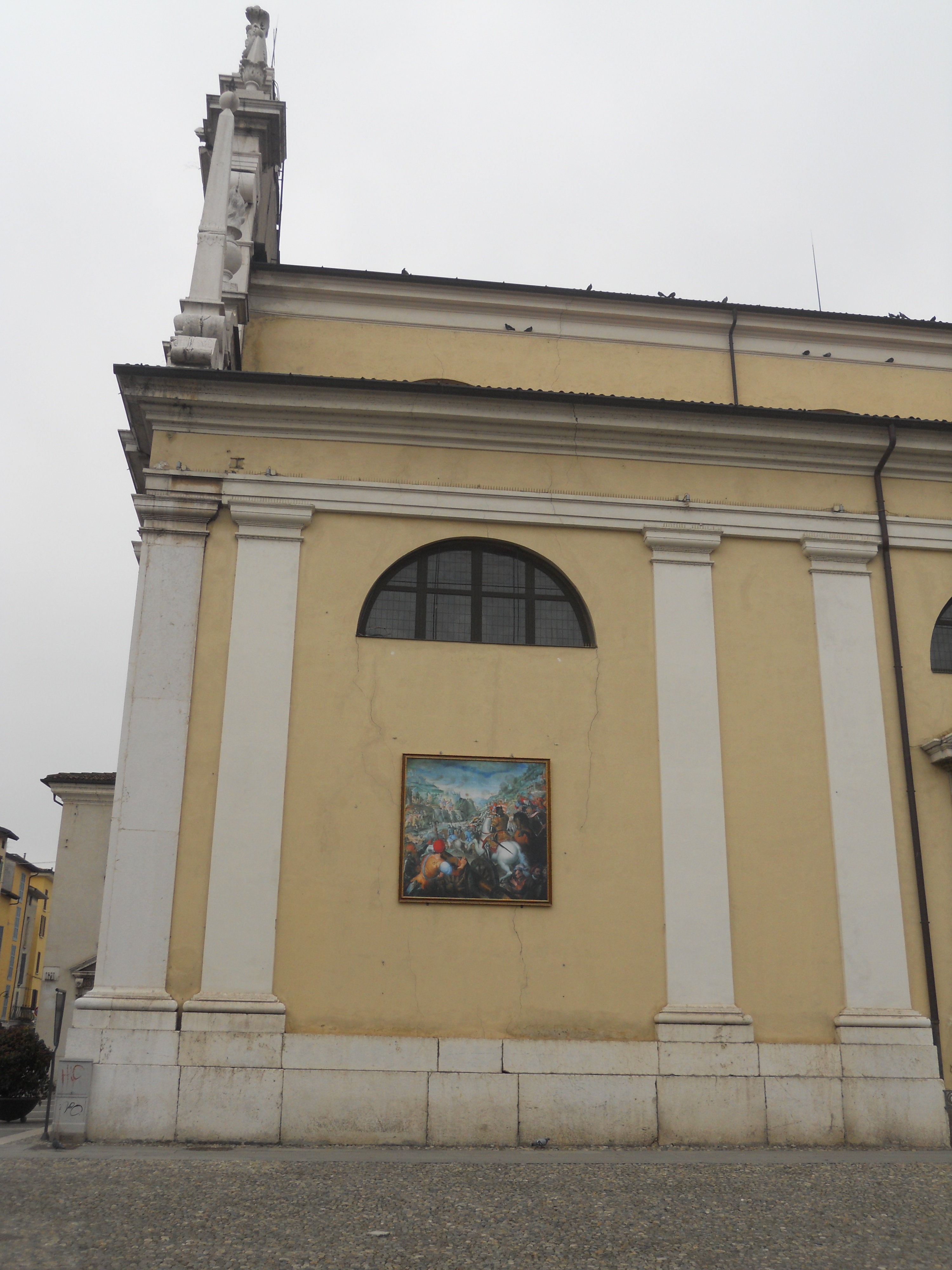
La riproduzione del dipinto di Grazio Cossali appesa sulla fiancata della chiesa in occasione della festa patronale. Fino alla prima metà del Novecento si esponeva la tela originale.

Opera di pregevolissima qualità artistica è lo stendardo processionale del Santissimo Sacramento, realizzato dal Romanino tra il 1535 e il 1540 per i membri della scuola del Santissimo Sacramento attiva nella chiesa, dove disponeva dell'omonimo altare, il secondo a sinistra. La tela è dipinta su entrambi i lati: su uno è raffigurata la scena della Risurrezione, sull'altro la Messa di Sant'Apollonio. Lo stendardo veniva issato su un'asta e portato annualmente in processione durante la festività del Corpus Domini. Dopo essere stato custodito per secoli nella cappella del Santissimo Sacramento, dal 1965, terminato un accurato restauro, si trova appeso tramite sostegni fra due colonne della navata sinistra della chiesa, in modo che siano visibili entrambi i lati. Nella cappella, infatti, era semplicemente appeso alla parete, il che avrebbe sempre impedito la vista di una delle facce.

#### La tela di Grazio Cossali
Sulla parete di controfacciata della navata destra è appesa l'Apparizione dei santi Faustino e Giovita durante l'assedio di Brescia da parte di Nicolò Piccinino, tela di Grazio Cossali datata 1603 che riprende nuovamente il tema del miracolo avvenuto nel 1438 sugli spalti del Roverotto, lo stesso riproposto da Giandomenico Tiepolo un secolo e mezzo più tardi nell'affresco sinistro del presbiterio. La scena del Cossali, comunque, è solitamente la più nota fra le due poiché tradizionalmente utilizzata per simboleggiare e richiamare l'evento.
La notevole fama del dipinto è dovuta soprattutto al fatto che, fino alla prima metà del Novecento, si era soliti appenderlo sulla fiancata esterna meridionale della chiesa il 15 febbraio, in occasione della festività dei due santi patroni. Ancora oggi la tradizione viene mantenuta, ma la tela esposta è solamente una copia. Anzi, almeno fino al Settecento il quadro trovava esposizione stabile sul muro esterno della Disciplina abbattuta nel 1927, come segnalano tutte le antiche guide della città: sarà trasportato all'interno della chiesa dopo la soppressione della Disciplina nel 1797.
L'opera del Cossali si pone a un gradino un poco inferiore rispetto alle sue migliori, dove però ciò che è perso nelle forti sproporzioni e nell'effetto complessivo un poco mediocre è recuperato nell'attenta tecnica esecutiva e nell'ottima resa della scena di battaglia, con trombe, cannonieri, cavalieri alla carica, terrapieni e fumo di polveri.

#### Il crocifisso quattrocentesco

Il crocifisso quattrocentesco

Posizionato a destra dell'accesso al presbiterio, è opera di ignoto maestro intagliatore della fine del Quattrocento. La fattura del manufatto ligneo denota grande maestria tecnica e capacità di resa sentimentale: le membra di Gesù sono ferme e pacate e sulla scultura vige una forte simmetria, ben evidente nell'identica regolarità delle due braccia divaricate.
Anche le gambe sono parallele e si incrociano solamente sulla sovrapposizione dei piedi. Ben reso è il ventre contratto, con le ossa del costato prominenti. Anche il velo legato alla vita è statico, aderente e privo di svolazzi, rafforzando il senso generale di simmetria e calma infuso nel corpo del Cristo martirizzato.

#### L'organo a canne

L'organo a canne

Sulla cantoria alle spalle dell'altare maggiore, si trova l'organo a canne Serassi opus 567, costruito nel 1843 in luogo di uno strumento settecentesco del quale ha mantenuto la cassa. Lo strumento è stato restaurato dagli stessi costruttori nel 1860 e, nel corso dei secoli XIX e XX, ha subito una serie di interventi e modifiche. Nel 1986, l'organo è stato restaurato dalla ditta organaria Pedrini che lo ha riportato alle caratteristiche originarie.
La cassa, dipinta in modo molto accurato per simulare il marmo, è di carattere monumentale. Nonostante l'apparente funzione secondaria di incorniciatura delle canne dell'organo, l'apparato ligneo svolge un ruolo importante nel completamento dei molti elementi che concorrono a creare la bellezza e l'armonia del presbiterio. La fabbricazione della grande ancona può essere ascritta a Giovanni Battista Carboni, comprese le quattro statue di coronamento, il tutto molto vicino all'accuratezza e alla plasticità delle opere di Antonio Calegari.
Lo strumento è a trasmissione integralmente meccanica e presenta una consolle a finestra che ha un'unica tastiera di 66 note con prima controttava scavezza e pedaliera concava di 27 note.

#### Opere minori

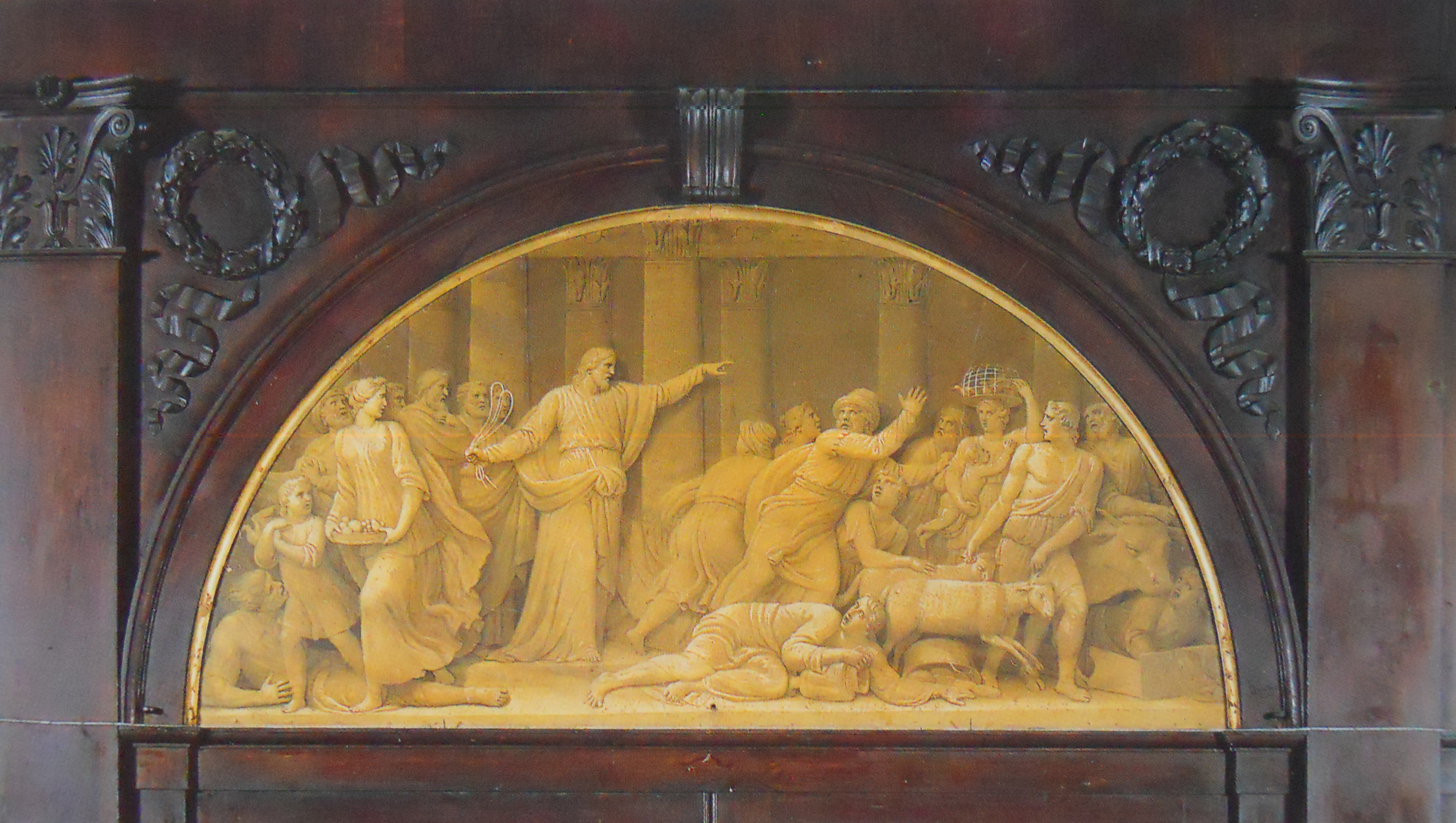
Gesù scaccia i mercanti dal Tempio di Giuseppe Teosa

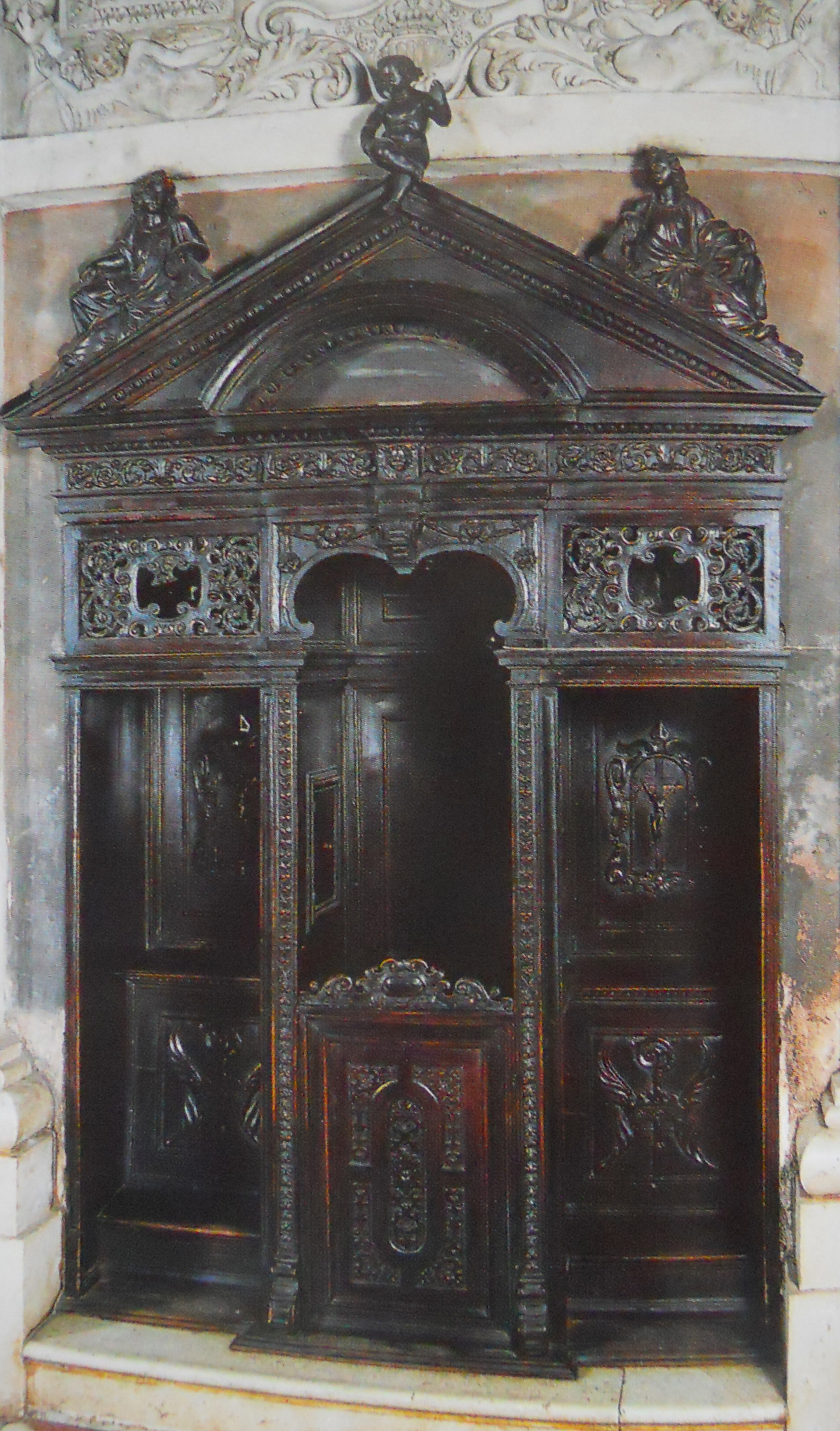
Un confessionale

- La lunetta di Giuseppe Teosa: la bussola lignea dell'ingresso laterale, fabbricata nel 1831, è arricchita da un dipinto di Giuseppe Teosa, un monocromo giallo a lunetta raffigurante l'episodio di Gesù che scaccia i mercanti dal Tempio. Il Teosa costruisce dettagliatamente ogni figura, generandone una fitta serie ben caratterizzata dalle linee neoclassiche, anche con tipologie direttamente estratte dall'arte romana, come nel caso di venditore di pecore in primo piano, sull'estrema destra. Non mancano comunque le citazioni cinquecentesche, leggibili nelle posture concitate dei mercanti in fuga[62][115].
- I quadri sopra i confessionali: nelle navate laterali, entro elaborate cornici in stucco sopra i confessionali, sono appesi quattro quadri raffiguranti santi e sante in atteggiamento penitenziale. Sulla parete di destra si trovano San Pietro di Gian Giacomo Barbelli e San Girolamo di Andrea Terzi, mentre a sinistra sono pose Santa Maria Maddalena ancora del Barbelli e Santa Maria Egiziaca di Bernardino Gandino. Le quattro tele, tutte eseguite ai primi del Seicento, fanno evidentemente parte di un progetto decorativo comune, commissionato per abbellire gli spazi murari al di sopra dei confessionali[116][117].
- La tela di controfacciata: sopra l'ingresso principale, sul muro di controfacciata, è appesa una grande tela di Giovanni Carobio raffigurante San Giovanni de Matha paga il riscatto per la liberazione degli schiavi. Non è questa la collocazione originale del dipinto, poiché le guide antiche attestano che si trovava sul muro di controfacciata della navata sinistra, occupato dall'inizio dell'Ottocento dal'Incredulità di San Tommaso di Marco Richiedei (vedi dopo). La prima fonte che lo indica nella posizione attuale è Francesco Maccarinelli, che lo vede nel 1747[118]. Anche l'attribuzione del dipinto è stata più volte riconsiderata nei secoli: l'assegnazione alla mano di Giovanni Carobio, accettata anche dalla critica odierna, la si deve a Giovanni Battista Carboni, che ne parla nel 1760[119]. Stesso discorso anche per il giudizio artistico: Carlo Marenzi, nel 1825, non esitava a definirlo "pittore di nessun merito"[120], mentre Antonio Morassi, nel 1939, esprimeva vivo apprezzamento per l'opera[121]. Il dipinto, in ogni caso, si colloca fra le prime opere note dell'autore e, di conseguenza, è molto importante per ricostruire il suo "iter" artistico. La critica contemporanea, inoltre, è più propensa a rivalutare sia la qualità artistica della tela, sia la validità del pittore[122][123].
- Il dipinto di Marco Richiedei: sulla parete di controfacciata della navata sinistra trova collocazione l'Incredulità di san Tommaso di Marco Richiedei. La tela era originariamente la pala dell'altare maggiore della chiesa di San Tommaso, in via Pulusella, dove è sempre stato descritto dalle antiche guide di Brescia, soffermandosi piuttosto sull'identità dell'autore, abbastanza vaga, anziché sul dipinto. Dismesso l'oratorio nel 1836, la tela viene posizionata dove ancora oggi si trova. Altre due tele provenienti dalla stessa chiesa sono conservate una nell'attigua chiesa di San Giacomo (vedi dopo), mentre l'altra, la Comunione degli Apostoli di Giuseppe Amatore[124], nel Museo diocesano di Brescia[125].
- Le cantorie: sono posizionate sulle pareti laterali del presbiterio, sotto i due affreschi di Giandomenico Tiepolo. I due manufatti sono in legno dorato e riccamente intagliato, con parapetto decorato da lesene a telamoni che incorniciano numerose tele, sette per cantoria. Nell'intradosso di entrambe è incisa la data 1735, mentre i dipinti, di qualità molto buona, sono assegnabili al Seicento e, in particolare, ad Antonio Gandino, secondo la proposta avanzata da Antonio Morassi[126] e accettata anche dalla critica odierna. Cantorie e tele, pertanto, sono state eseguite in due momenti diversi e comunque prima dell'incendio del 1743, che evidentemente non le danneggiò. Tutti i vari busti di sante, santi e vescovi che vi sono raffigurati sono caratterizzati da impeccabile esecuzione pittorica, grande concentrazione spirituale e accesa devozione fissata nei loro gesti e atteggiamenti tipizzanti[113]. Anche i due riquadri centrali sono caratterizzati dalla stessa attenzione esecutiva e presentano come sfondo paesaggi prospettici di notevole ampiezza, molto luminosi, con eleganti inserti architettonici a contorno[113][127][128].
- Monumento commemorativo a Giovanni Battista Lurani Cernuschi: la scultura è collocata nell'intercolumnio più vicino al presbiterio del colonnato destro. Il prevosto resse la parrocchia dal 1820 per ben sessantacinque anni, fino al 1884, con molto zelo e profusione del proprio patrimonio: ottenne per la chiesa la reliquia della Santa Croce requisita al soppresso monastero di Santa Giulia e fece costruire un nuovo altare ad essa dedicato, sovvenzionò la costruzione di un pulpito (rimosso durante il Novecento) e acquistò, per poi donarli alla chiesa, numerosi arredi e paramenti liturgici. Il monumento, inaugurato nel 1889, è opera dell'architetto Antonio Tagliaferri, mentre il busto in sommità è stato fabbricato dallo scultore Francesco Giacomo Pezzoli. Il basamento ospita due grandi lastre di marmo nero recanti una lunga iscrizione dedicatoria e celebrativa, in italiano sul lato anteriore, verso la navata centrale, e in latino sul retro[122].
- I confessionali: i quattro confessionali originali della chiesa, realizzati all'inizio del Seicento, sono incassati nelle pareti laterali, due per ogni navata, nei tratti di muro fra le cappelle. Sono in legno di noce intagliato, di dimensioni ridotte e poco profondi. Essendo collocati sotto i quattro dipinti già citati dei pittori Barbello, Gandino e Terzi, appaiono come punto di riferimento per questi ultimi nelle guide dell'epoca, a partire da Bernardino Faino, che li vede nel 1630[129]. I quattro manufatti si presentano principalmente come apparati architettonici, con i tre vani per ospitare i confessanti e il confessore, lesene, trabeazione e frontone triangolare, il tutto completato da varie decorazioni e da due grate di fine intaglio, poste sopra i vani laterali per pareggiare l'altezza con il vano centrale, più alto. Sugli spioventi del frontone sono posizionate due figure allegoriche, mentre sul vertice siede un piccolo angelo[130].
- Le acquasantiere: all'inizio della navata centrale, accanto all'ingresso principale, sono posizionate due acquasantiere in marmo rosso di Verona a sfumature gialle e rosa, fabbricate durante la ricostruzione della chiesa e risalenti quindi all'inizio del Seicento. Il basamento appoggia su quattro zampe di leone, la colonnina segue un profilo ad anfora e il catino è piatto e molto espanso, con effetto d'insieme molto equilibrato[130].

Alla fine del Novecento, con il recupero dell'attigua chiesa di San Giacomo, ex battistero, come sala polivalente per le attività parrocchiali, trovano in essa collocazione definitiva alcune opere facenti parte del patrimonio artistico della chiesa, altrimenti non esposte altrove. Si tratta di una Crocifissione di pittore anonimo del XV secolo, una Madonna col Bambino tra i santi Giacomo il Maggiore e Anna di pittore bresciano della seconda metà del XVI secolo, il San Luigi Gonzaga adora il Crocifisso di Pietro Scalvini, dalla chiesa di San Giorgio, e l'ultima tela proveniente dalla chiesa di San Tommaso, oltre alle già citate del Richiedei e dell'Amatore, cioè il San Filippo Neri invita i fanciulli a venerare la Madonna di Liberale Cozza.

## Il tesoro
Nei locali annessi alla chiesa è conservato un notevole tesoro composto da oggetti liturgici, reliquiari e paramenti. Fra i numerosi pezzi si ricorda in particolare la Croce di San Faustino, cioè il reliquiario dove era contenuto il frammento della Vera Croce acquisito dalla chiesa nel 1828. Fra gli altri pezzi si ricordano calici, ostensori, servizi per incensazione e abluzione, candelabri, candelieri, insegne processionali, reliquiari, pianete e tovaglie d'altare, tutti eseguiti principalmente tra il Seicento e l'Ottocento. Tra questi spicca il calice del Mistero Eucaristico, raffinata opera del 1823 dell'orefice e scultore milanese Eugenio Brusa.
Fa parte del tesoro anche l'urna dei Santi Patroni, un reliquiario eseguito nel 1925 per contenere i due femori dei santi estratti dall'arca nel 1923. L'urna è custodita direttamente nella chiesa, in una nicchia laterale della cappella del Crocifisso.

## Altre immagini

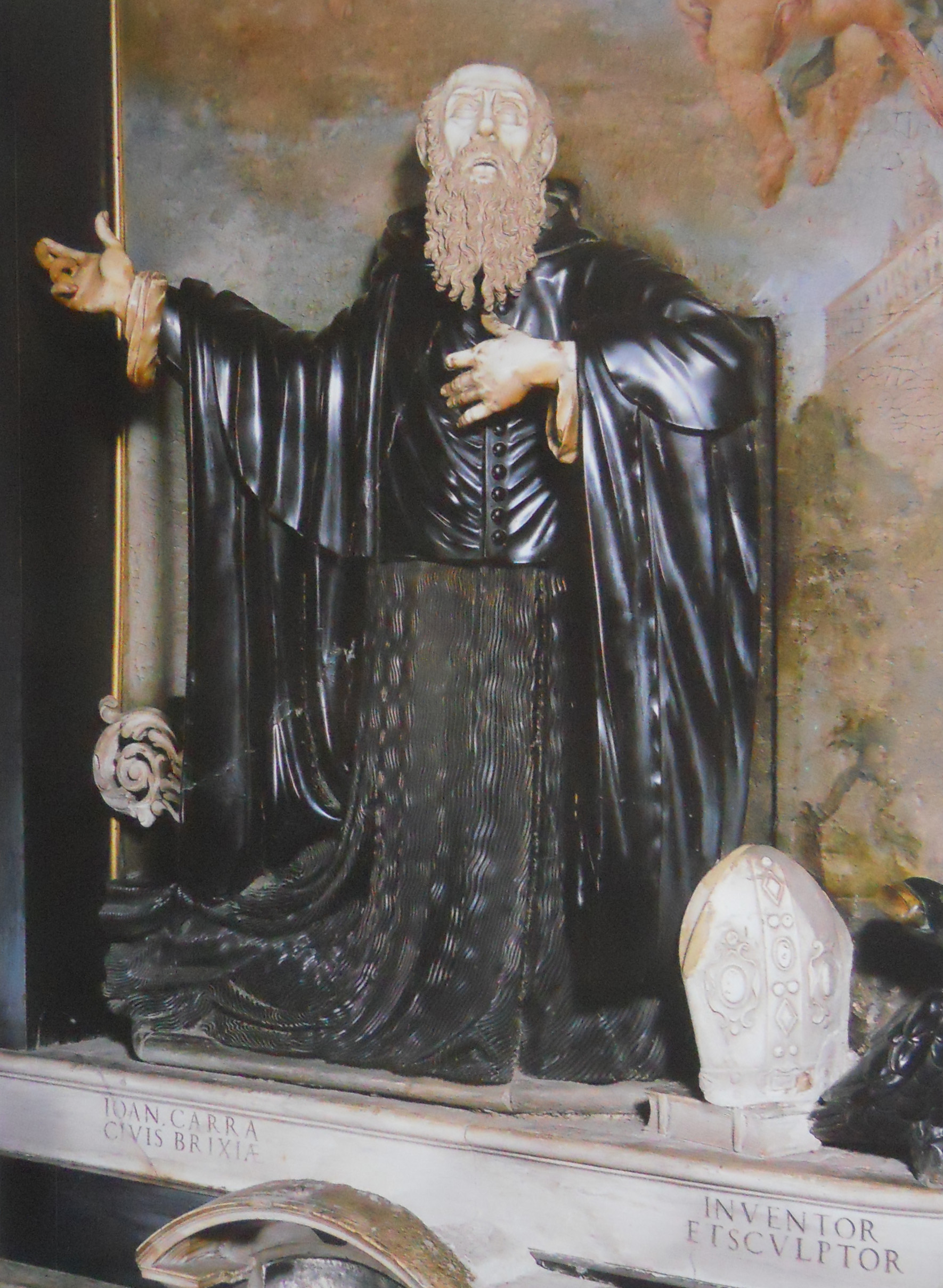
La statua di San Benedetto di Giovanni Carra.
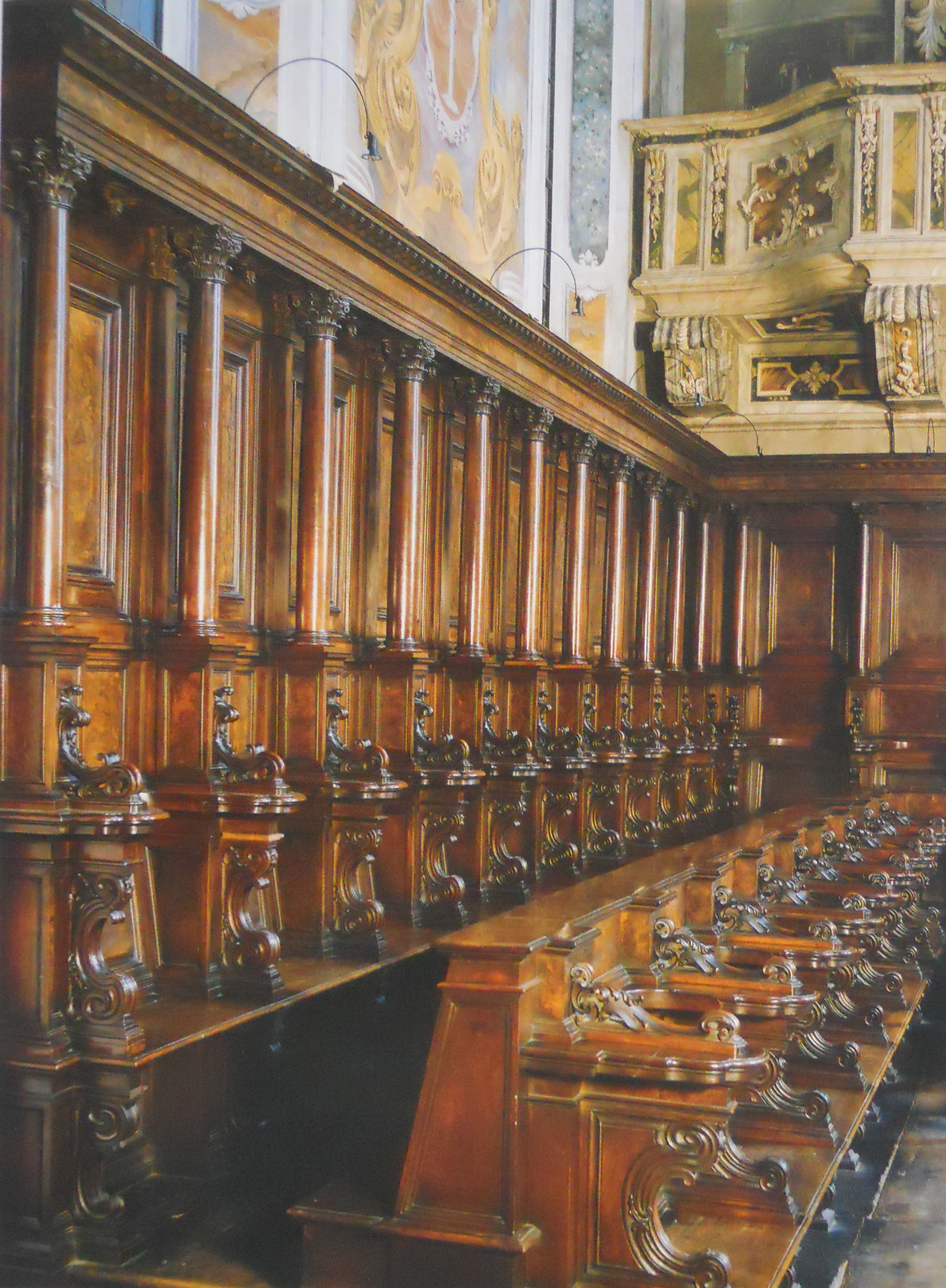
Gli stalli del coro di Giovanni Battista Carboni.
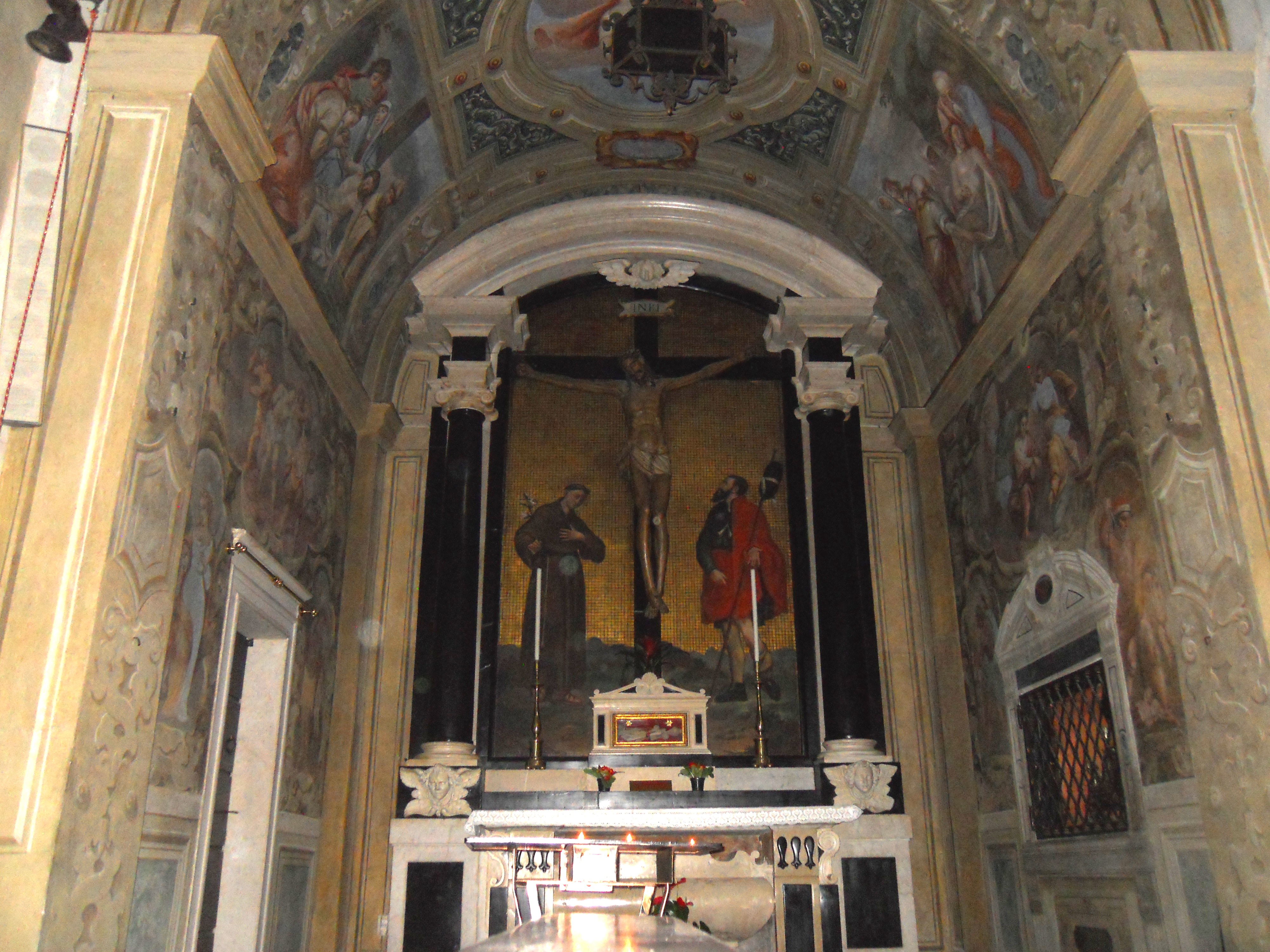
Cappella del Crocifisso.
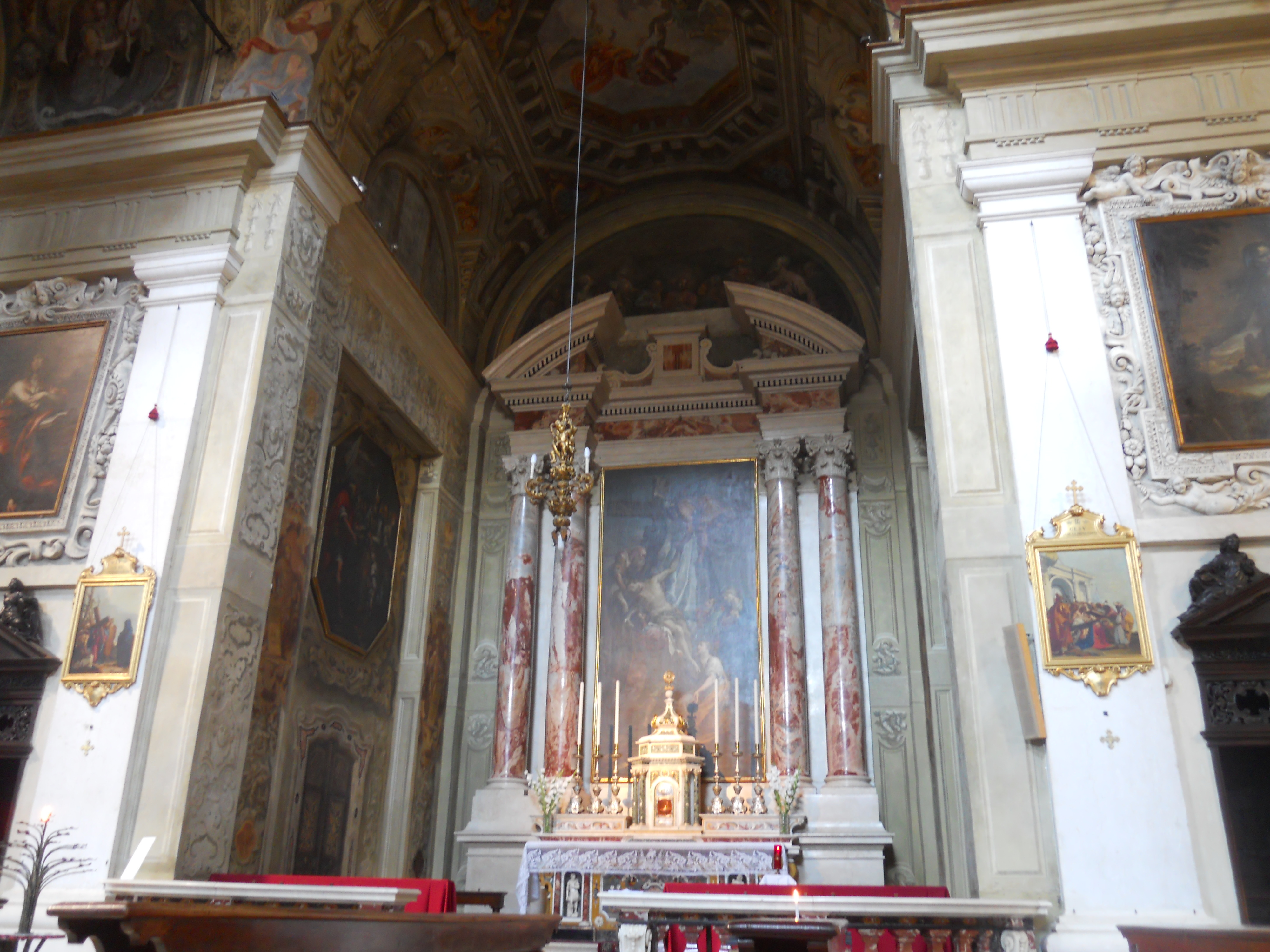
Cappella del Santissimo Sacramento.
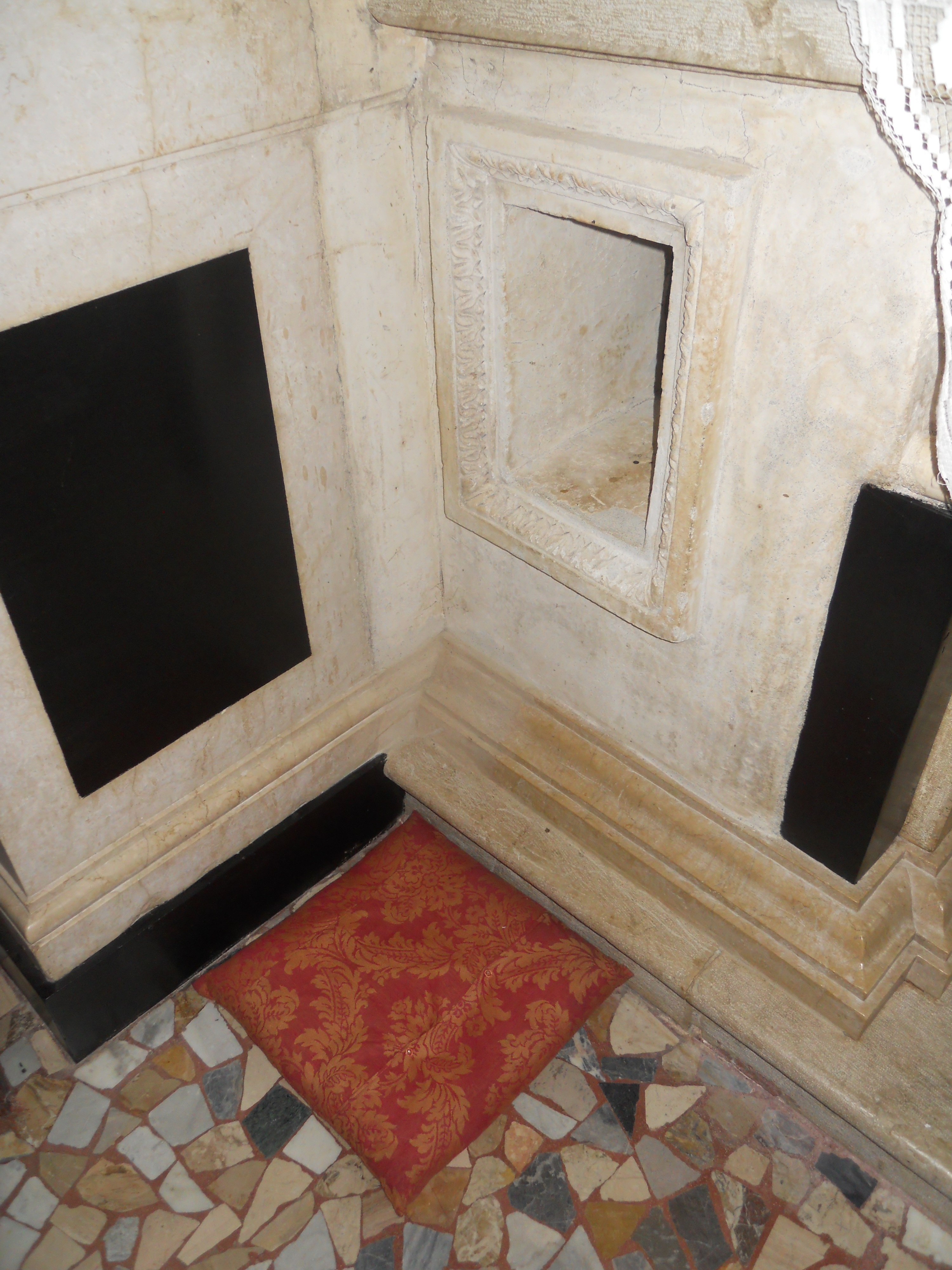
Uno degli incavi laterali dell'altare del Crocifisso. Notare il cuscino predisposto a terra per potersi inginocchiare.
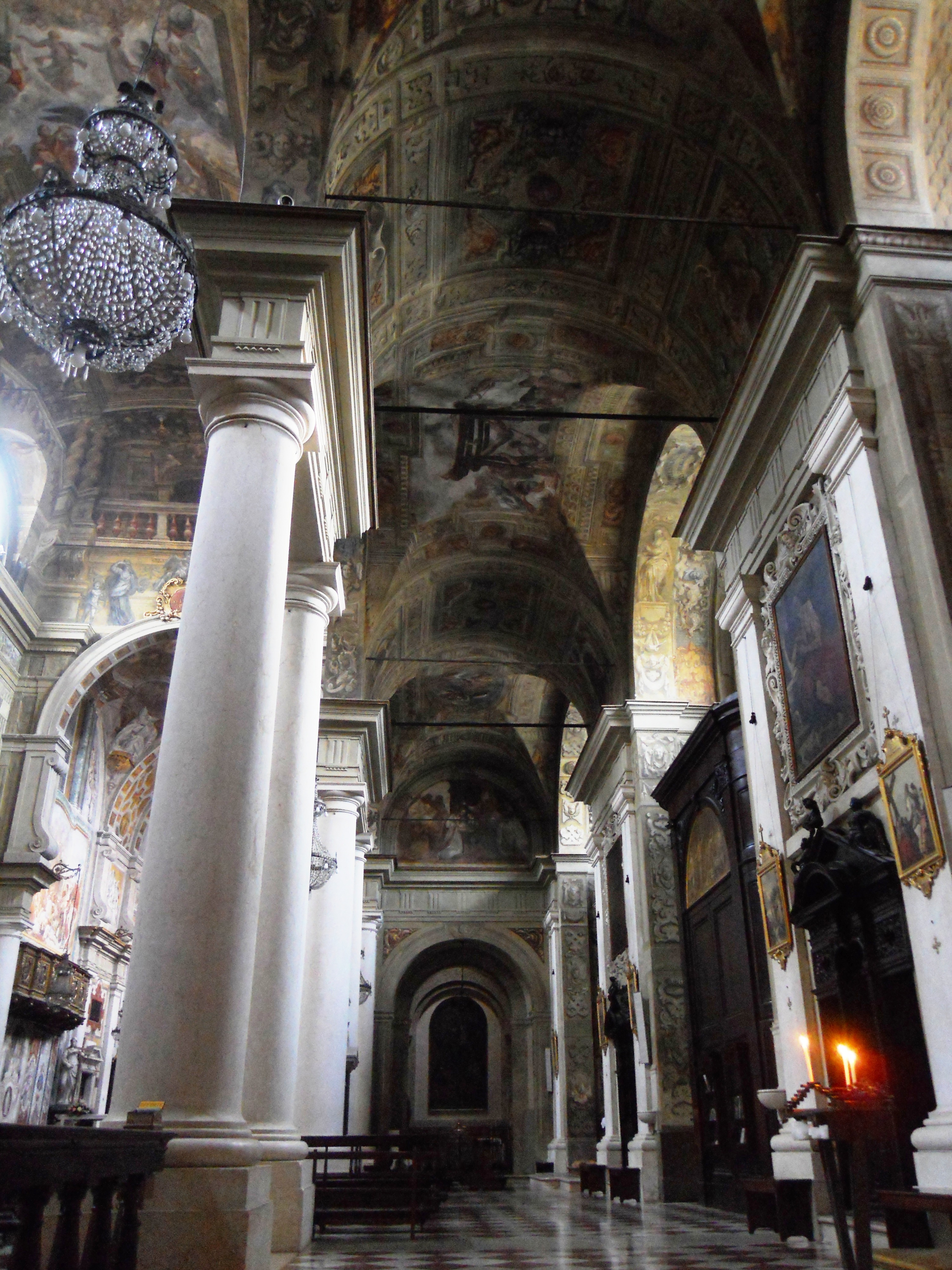
La navata destra.
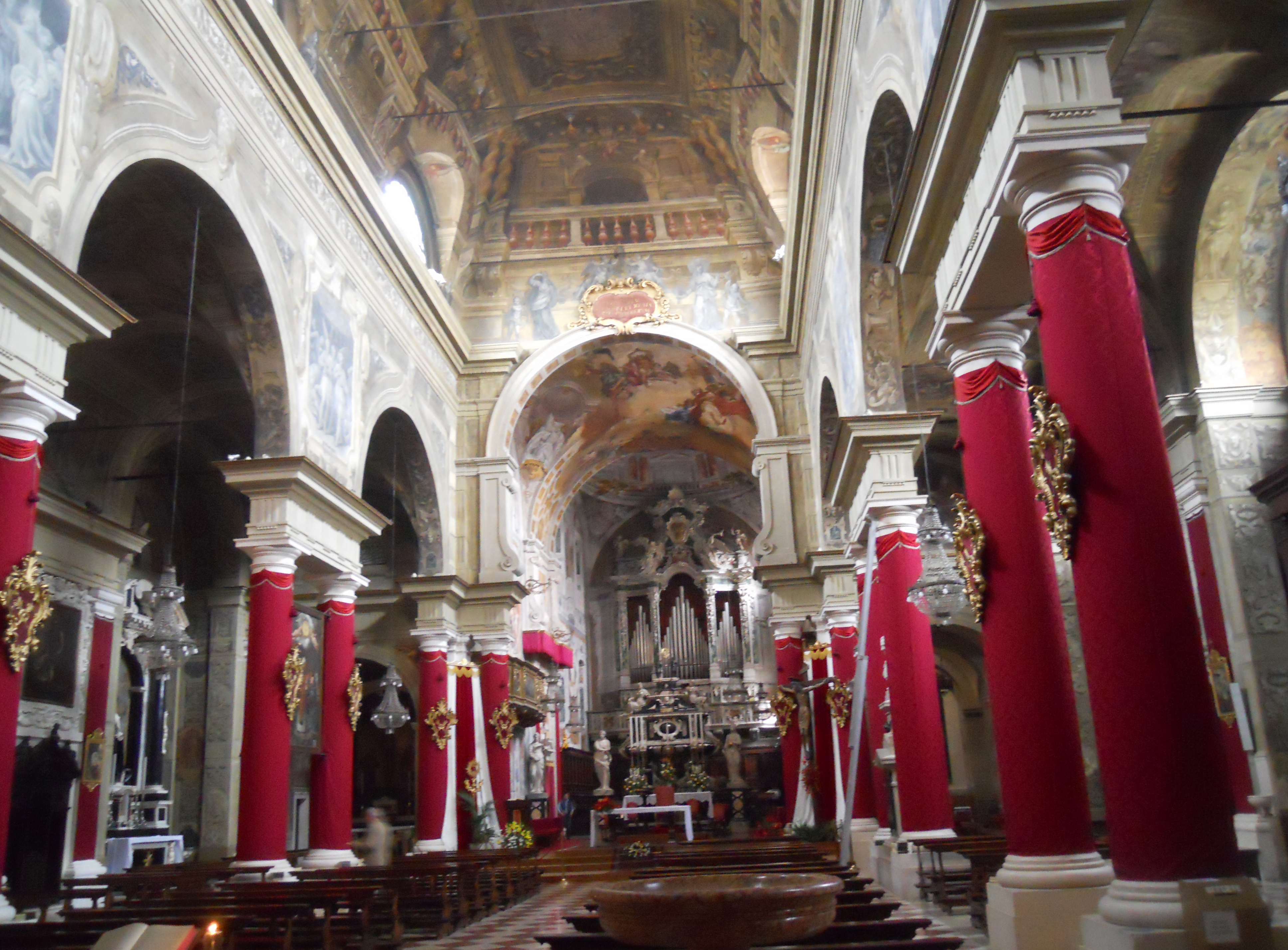
L'interno della chiesa parato di rosso durante la festa patronale.

### Fonti antiche
- Giulio Antonio Averoldi, Le scelte pitture di Brescia additate al forestiere, Brescia, 1700.
- Paolo Brognoli, Nuova Guida di Brescia, Brescia, 1826.
- Bianchi, Diari, Brescia, 1630.
- Giovanni Battista Carboni, Le pitture e sculture di Brescia che sono esposte al pubblico con un'appendice di alcune private gallerie, Brescia, 1760.
- Bernardino Faino, Catalogo Delle Chiese riuerite in Brescia, et delle Pitture et Scolture memorabili, che si uedono in esse in questi tempi, Brescia, 1630.
- Bernardino Faino, Vita delli Santi fratelli Martiri Faustino et Giovita primi sacrati a Dio, Brescia, 1670.
- Francesco Maccarinelli, Le Glorie di Brescia raccolte dalle Pitture, Che nelle sue Chiese, Oratorii, Palazzi et altri luoghi publici sono esposte, Brescia, 1747.
- Carlo Marenzi, Il servitore di piazza della città di Bergamo per le belle arti, Bergamo, 1825.
- Pandolfo Nassino, Registro delle Cose di Brescia, Brescia, Documenti relativi ai primi decenni del XVI secolo.
- Ottavio Rossi, Relatione dell’aprimento dell’arca de’ santissimi protomartiri, et protettori della Città di Brescia Faustino, et Giovita, scritta all'illustrissimo, et eccellentissimo Sig. Lionardo Mocenigo Procurator di San Marco, da Ottavio Rossi stampata d’ordine publico, Brescia, 1623.
- Ottavio Rossi, Historia de’ gloriosissimi santi martiri Faustino et Giovita, scritta da Ottavio Rossi. Nella quale si discorre brevemente ancora de gli altri gloriosissimi santi Faustino et Giovita secondi martiri di questo nome, e d’altri santi di molte famiglie bresciane, Brescia, 1624.
- Giorgio Vasari, Le vite de' più eccellenti Pittori, Scultori, e Architetti scritte da M. Giorgio Vasari pittore et architetto aretino, Di Nuovo dal Medesimo Riviste Et Ampliate Con i Ritratti loro Et con l'aggiunta delle Vite de' vivi, & de' morti Dall'anno 1550 insino al 1567, Firenze, 1568.

### Fonti moderne
- Pier Virgilio Begni Redona, Pitture e sculture in San Faustino, in A.A.V.V. (a cura di), La chiesa e il monastero benedettino di San Faustino Maggiore in Brescia, Brescia, Editrice La Scuola, 1999, ISBN 88-350-9708-8.
- Paolo Guerrini, Il Monastero di San Faustino Maggiore, in Memorie Storiche della Diocesi di Brescia, Brescia, 1931. ISBN non esistente
- Gianni Mezzanotte, San Faustino Maggiore. Il monastero e la Regola, in A.A.V.V. (a cura di), La chiesa e il monastero benedettino di San Faustino Maggiore in Brescia, Brescia, Editrice La Scuola, 1999, ISBN 88-350-9708-8.
- Antonio Morassi, Brescia, in Catalogo delle cose d'arte e di antichità d'Italia, Roma, 1939. ISBN non esistente
- Sergio Pagiaro, Santuario Sant'Angela Merici, Bagnolo Mella, Litografica Bagnolese, 1985. ISBN non esistente
- Ivo Panteghini, Il tesoro della chiesa di San Faustino, in A.A.V.V. (a cura di), La chiesa e il monastero benedettino di San Faustino Maggiore in Brescia, Brescia, Editrice La Scuola, 1999, ISBN 88-350-9708-8.
- Rossana Prestini, Regesto, in A.A.V.V. (a cura di), La chiesa e il monastero benedettino di San Faustino Maggiore in Brescia, Brescia, Editrice La Scuola, 1999, ISBN 88-350-9708-8.
- Rossana Prestini, Vicende faustiniane, in A.A.V.V. (a cura di), La chiesa e il monastero benedettino di San Faustino Maggiore in Brescia, Brescia, Editrice La Scuola, 1999, ISBN 88-350-9708-8.
- Fedele Savio, Parte II. Vol. I, in Gli antichi vescovi d'Italia dalle origini al 1300 descritti per regioni. La Lombardia: Bergamo – Brescia - Como - Bergamo, Bergamo, 1929. ISBN non esistente
- Giovanni Vezzoli, La scultura dei secoli XVII e XVIII, in Giovanni Treccani (a cura di), Storia di Brescia, Brescia, 1964,  pp. volume IV. ISBN non esistente
- Valentino Volta, Cronologia: le fonti e i documenti, in A.A.V.V. (a cura di), San Faustino a Brescia. Cronache edilizie e rilievi per il restauro, Brescia, Dipartimento di ingegneria civile dell'Università di Brescia, 1986, ISBN 88-7385-221-1.
- Valentino Volta, Evoluzione edilizia del complesso di San Faustino, in A.A.V.V. (a cura di), La chiesa e il monastero benedettino di San Faustino Maggiore in Brescia, Brescia, Editrice La Scuola, 1999, ISBN 88-350-9708-8.